# Óblast de Rostov
Rostov (en ruso: Ростовская область, tr.: Rostóvskaya óblast) es uno de los cuarenta y siete óblast que, junto con las veintidós repúblicas, nueve krais, cuatro distritos autónomos y tres ciudades federales, conforman los ochenta y cinco sujetos federales de Rusia. Su capital es Rostov del Don, que es a su vez la capital del distrito Sur, en el que está ubicado. Forma parte de la Rusia europea y limita al norte con Vorónezh, al noreste con Volgogrado, al este con Kalmukia, al sur con Stávropol, al suroeste con Krasnodar y el mar de Azov, y al oeste con Ucrania.
Con un área de 100 967 km² (33.º sujeto federal ruso en cuanto a superficie), está poblado por 4 231 355 habitantes lo cual lo convierte en la sexta región más habitada de Rusia. 

## Geografía

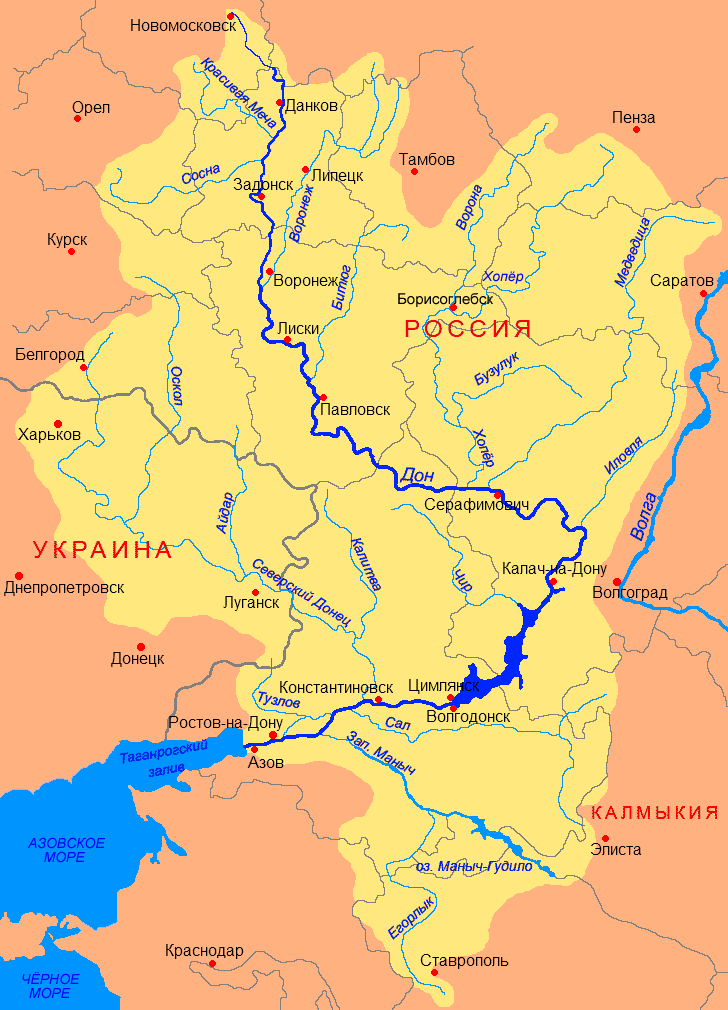
El río Don (Дон) atraviesa este óblast en dos ocasiones: primero por el norte en dirección este, y luego por el centro en dirección oeste, pasando por las ciudades de Volgodonsk (Волгодо́нск), Tsimliansk (Цимля́нск), Konstantinovsk (Константи́новск), Rostov del Don (Росто́в-на-Дону́) y Azov (Азóв), y desaguando en el mar de Azov (Азо́вское мо́ре)

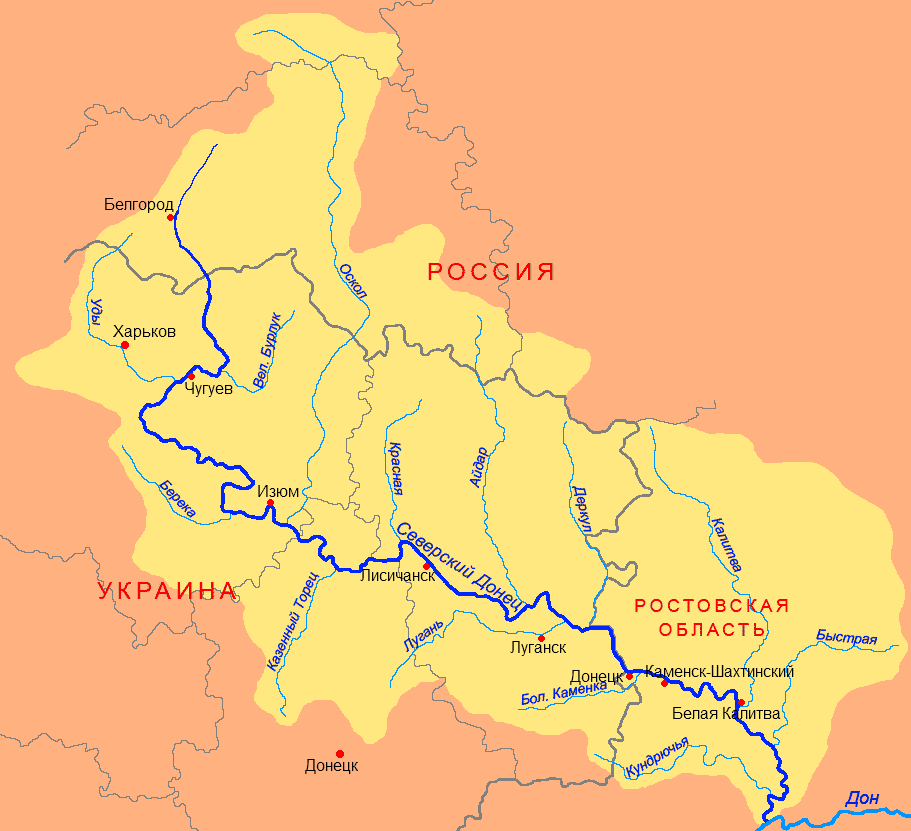
El río Donéts (Се́верский Доне́ц) fluye en dirección sureste por el oeste de este óblast, hasta desaguar en el Don (Дон), pasando por las ciudades de Kámensk-Shájtinski (Ка́менск-Ша́хтинский) y Bélaya Kalitvá (Белая Калитва)

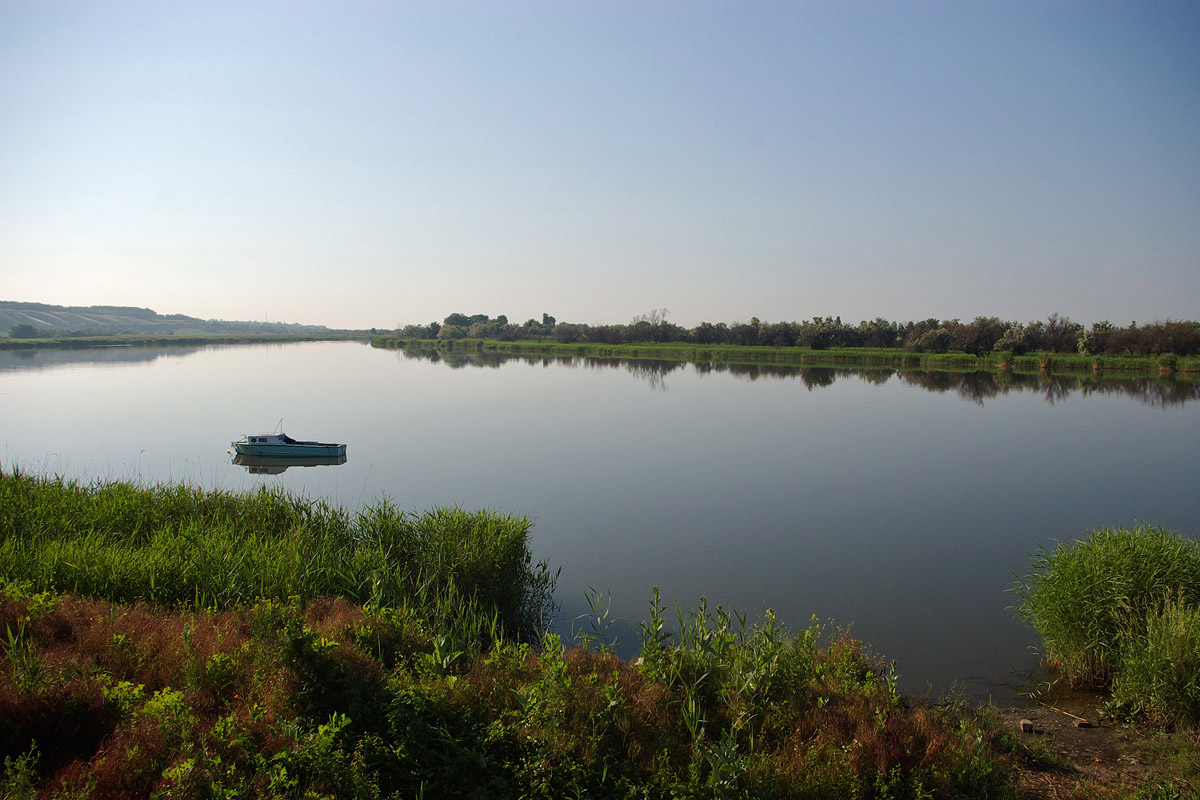
Río Miortvi Donets, paisaje típico de la parte occidental del óblast

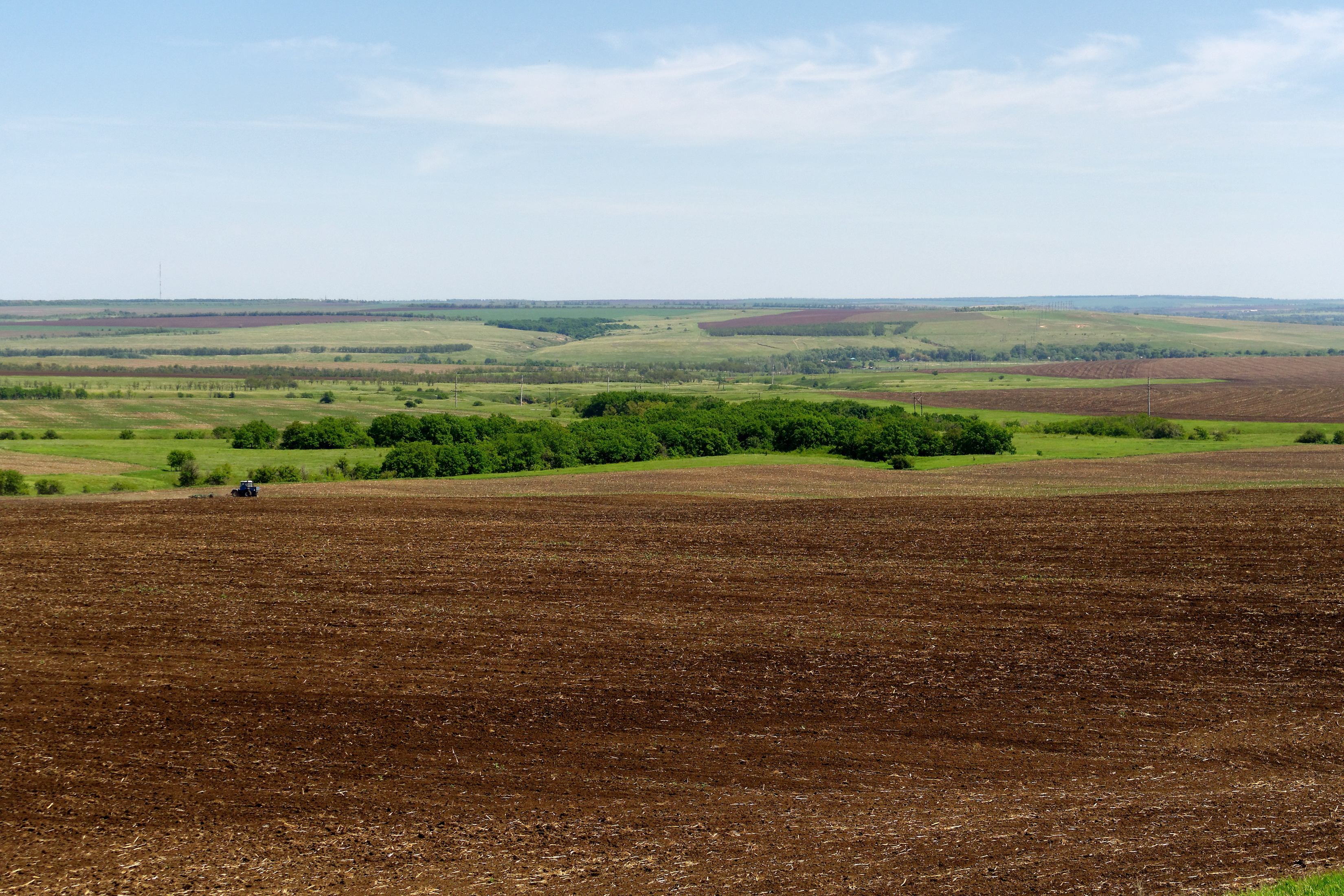
Paisaje típico del óblast

El óblast rodea el golfo de Taganrog, en el extremo oriental mar de Azov, distribuyéndose al norte y al sur del delta del río Don, uno de los más largos de Europa, parte del cual fluye por el territorio del óblast, así como sus afluentes Donets y el Mánych. Se sitúa en el sur de la llanura europea oriental, al norte de las estribaciones del Cáucaso, y su relieve está dominado por llanuras y colinas.
Un 0.4 % del área de la región está cubierta por lagos. Parte del embalse de Tsimliansk se halla en el nordeste del óblast.
La superficie forestal que cubre el óblast alcanza solamente un 2.4 %, en su mayoría bosques artificiales.

### Clima
Desde el punto de vista climático, la región pertenece a la zona continental templada. En el mes de enero, la temperatura media fluctúa entre los -9 °C (en el norte) y los -5 °C (en el sur), y en julio entre los 22 °C y los 24 °C. El volumen de las precipitaciones aumenta del este al oeste de 400 mm a 600 mm.

### Zona horaria
Pertenece a la zona horaria de Moscú (UTC+3).

## Demografía
Compuesta por un 89 % son rusos, un 2.7 % ucranianos, un 2,5 % armenios, un 0,64 % turcos y un 0,6 % bielorrusos. El resto se divide en porcentajes menores entre las 157 etnias registradas en el censo.
| 1959      | 1970      | 1979      | 1989      | 2002      | 2008      | 2010      | 2014      | 2017      |
| --------- | --------- | --------- | --------- | --------- | --------- | --------- | --------- | --------- |
| 3 311 747 | 3 831 262 | 4 080 647 | 4 308 654 | 4 404 013 | 4 254 421 | 4 277 976 | 4 245 532 | 4 231 355 |

## Historia
El territorio del óblast pertenecía en tiempos de la Antigüedad clásica a una zona de frontera entre lo que los griegos y los historiadores romanos Estrabón y Plinio el Viejo, en el siglo I a. C., llamaban Escitia (Σκυθία) y Sarmatia (Σαρμάται), alrededor de la ciudad de Tanais, nombre que también recibía el río Don. Alrededor del siglo V, los jázaros llegaron a la estepa póntica, por cuya presencia los árabes denominaban a la región Gazaria. Vasallos de los primeros serían los kasogis, pueblo circasiano que habitaba la zona en el 957 de acuerdo a Constantino VII Porfirogéneta. 
En los anales rusos de los siglos XIV y XV la zona es denominada Polem, y englobada en los Campos Salvajes (Дикое Поле, Díkoye Polie). La región es ocupada por cosacos y desde mediados del siglo XVI con Iván el Terrible es conocida como el Don.

### Prehistoria

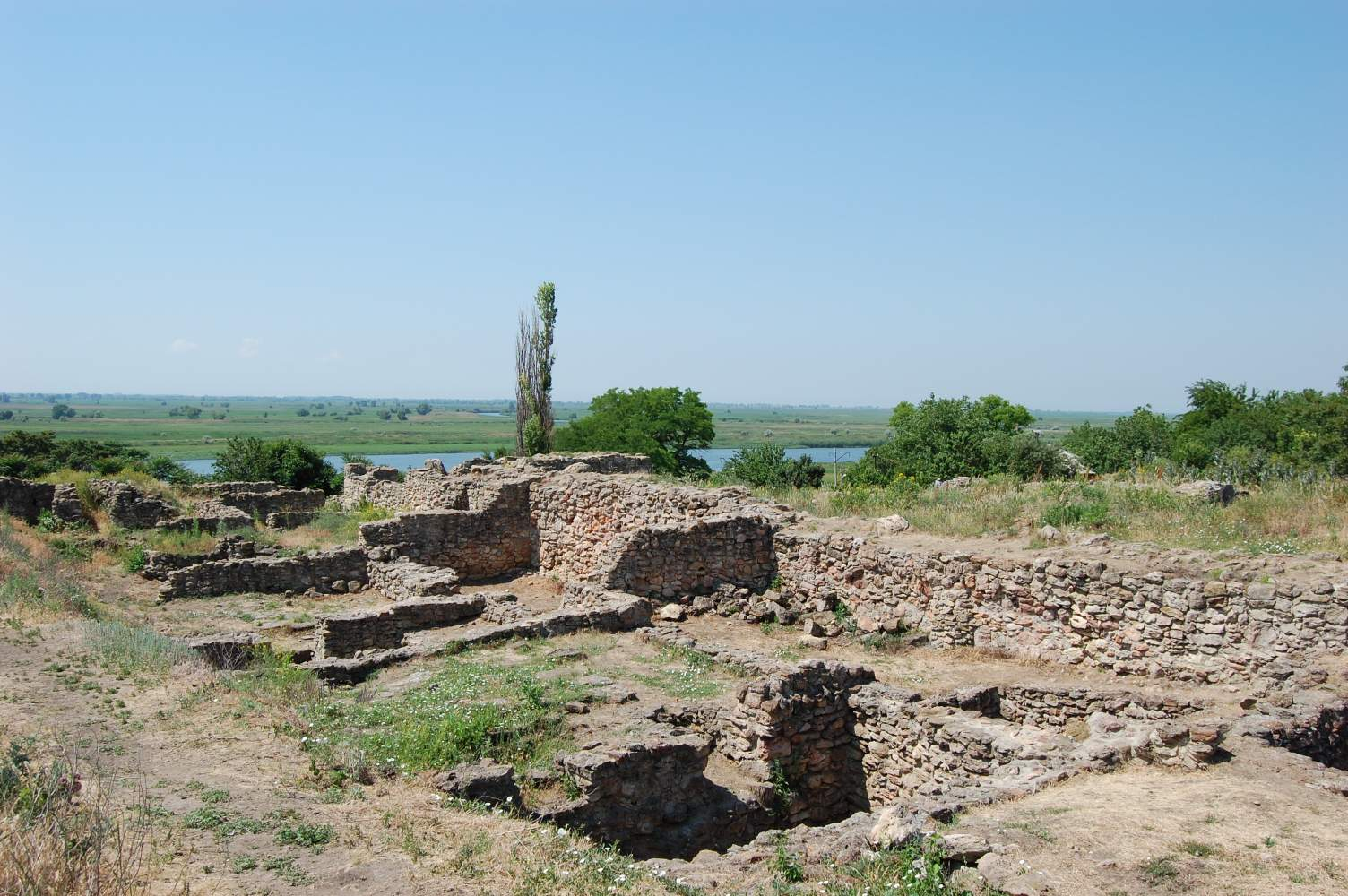
Yacimiento arqueológico de Tanais.

Crecimiento del Reino del Bósforo.

N. K. Vereshchagin halló restos óseos de Paracamelus alutensis de hace 2,1-1,97 millones de años de antigüedad en la cantera Liventsovka en 1954 en la zona occidental de la ciudad de Rostov del Don, así como dos restos paleofaunísticos más en los aluviones del paleo-Don junto al jútor Japrý.
Los restos arqueológicos humanos más antiguos encontrados corresponden a la cultura achelense, en el Paleolítico Medio de hace entre cien mil y ciento cincuenta mil años. Se han hallado herramientas líticas en la costa del golfo de Taganrog, en la desembocadura del río Donets y en otras localidades pertenecientes a grupos cazadores-recolectores. Son más abundantes sin embargo los restos de grupos de tradición musteriense que se establecieron aquí entre los 50.000 y 40.000 años antes de Cristo y se dedicaban sobre todo a la caza. Existen unos 25 yacimientos con materiales musterienses en la costa norte del golfo de Taganrog (Rozhok I-III, Levinsadovka, Beglitskaya, etc.). En Rozhok se halló un molar sapiens.
En el territorio del jútor Kremenskói del raión de Konstantínovsk, en el yacimiento Biriuchia balka se hallaron restos de una antigüedad de entre 44 mil y 26 mil años antes de Cristo. El yacimiento Yulovskaya junto al embalse de Vesioli ha dado al radiocarbono unos resultados de entre 15 290 y 24 480 años de antigüedad.
Los yacimientos del Paleolítico Superior y el Mesolítico en el Bajo Don (Kamennaya balka II) han aportado herramientas líticas de grupos de cazadores y las primeras figurillas antropomorfas y zoomorfas. Los indicios hallados en Razdórskaya II muestran la migración de los grandes animales hacia el norte en época mesolítica hace entre 14 000-6000 años.
Cerca de la stanitsa Razdórskaya se halla el yacimiento neolítico de Rakushechni Yar, cuyas capas inferiores están fechadas en la segunda mitad del VII milenio antes de Cristo, y el yacimiento Razdórskaya-II, fechado entre el último cuarto del VIII milenio y el primero del VII milenio antes de Cristo.

### Edades del Bronce y del Hierro
El carro de cuatro ruedas hallado en el complejo funerario Ulan IV pertenece a la cultura de las catacumbas del Mánych occidental, presente en la región sobre el 2300 a. C. Restos de cultura material de la Edad del Bronce —cultura del Cáucaso Norte— también se han conservado en la fortaleza Liventsovskaya, en la actual ciudad de Rostov del Don. Allí se encontraron restos de construcciones de servicio, así como herramientas de trabajo de cobre y piedra, utensilios y puntas de flecha. Los cimerios, los escitas, sármatas y alanos poblaron la zona en los diferentes periodos de la Edad del Hierro.

### Colonización griega
Cerca de la stanitsa Yelizavétinskaya, se halla el yacimiento de Yelizavétovskoye gorodishche, con un área de 44 ha (Tanais - 20ha), centro administrativo, comercial y artesano del nordeste del mar de Azov entre los siglos VI y III de la población escita. Cerca de la ciudad se hallaban los kurganes y sepulcros del grupo Piat Bratev, del siglo IV a. C..
Los griegos instalaron varias colonias en la tierra del Don: un gran centro comercial y artesano (la ciudad de Tanais), y una ciudad más pequeña, Cremni (en el barrio Kámennaya léstnitsa de la actual Taganrog). De la unión de estas colonias griegas y las que se hallaban en la península de Crimea surgió el Reino del Bósforo (438 a. C.-376), protectorado romano hasta su desaparición al caer las ciudades griegas ante la presión de los pueblos nómadas que avanzaban por las estepas del Don del Este al Oeste.

### Edad Media

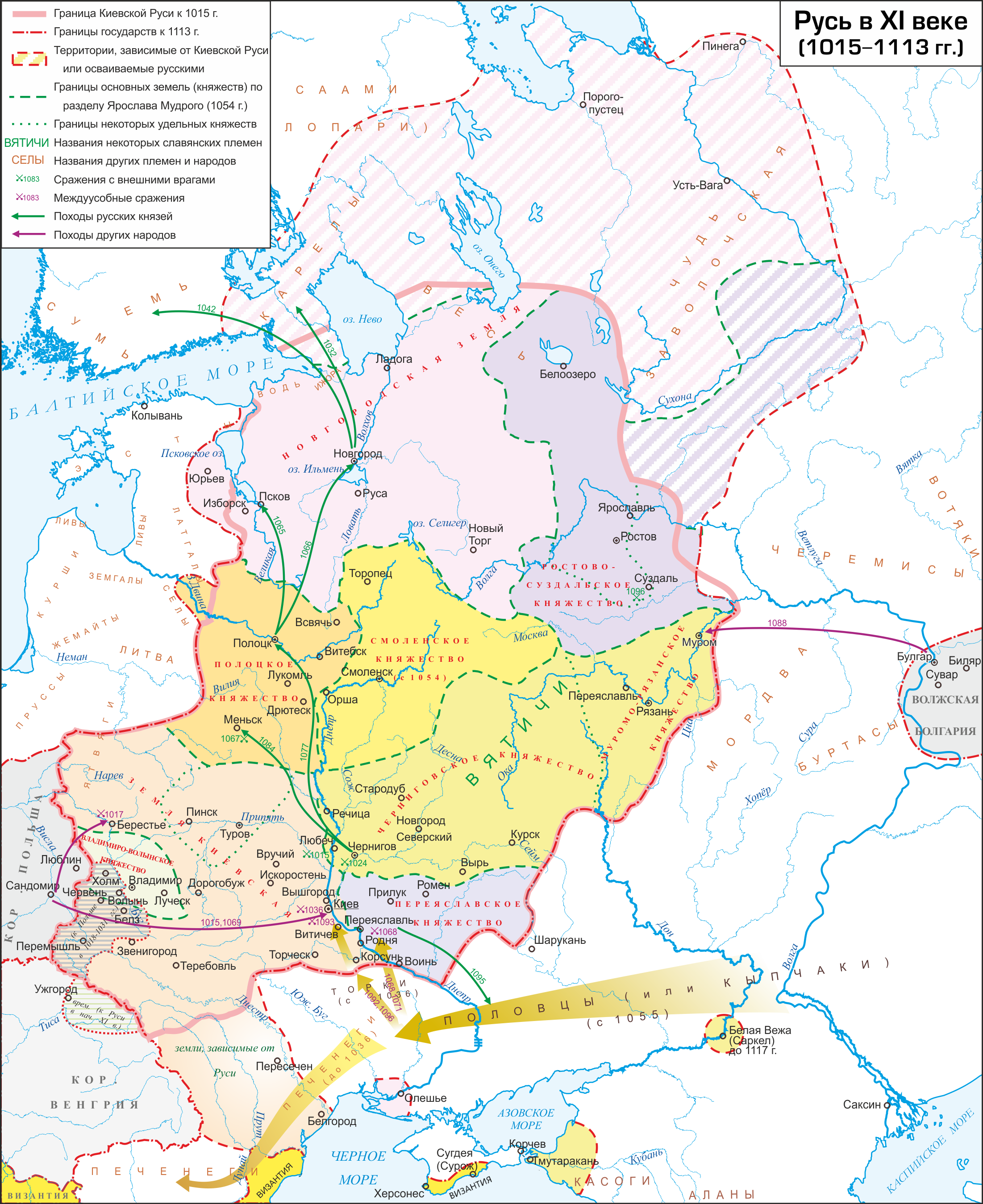
Rusia entre 1015 y 1113

En el siglo IV, las tierras del Don cayeron bajo el dominio de los ávaros, tras los que llegarían los jázaros, que se asentaron en la zona, fundando la ciudad de Sarkel. Su situación les ponía en conflicto con las tierras meridionales del Rus de Kiev, lo que motivó la campaña contra ellos del príncipe Sviatoslav I que asaltó Sarkel y fundó la ciudad eslava de Bélaya Vezha que sobreviviría hasta 1117, año de su abandono, los ataques de pechenegos, torkil y, finalmente, de los kipchak, que saquearían el Don, el Kubán, las Priazov, el Principado de Tmutarakañ, llegando a Pereyaslavl, Chernigov y el mismo Kiev. De la época jázara se conservan restos de una serie de fortalezas situadas cerca del embalse de Tsimliansk, de Semikarakorsk, Bolshaya Martýnovka, en la isla de Kurkin en el Don y en el limán Cheprak junto al río Mánych el yacimiento Velikokniazheskoye en territorio de la ciudad de Proletarsk.

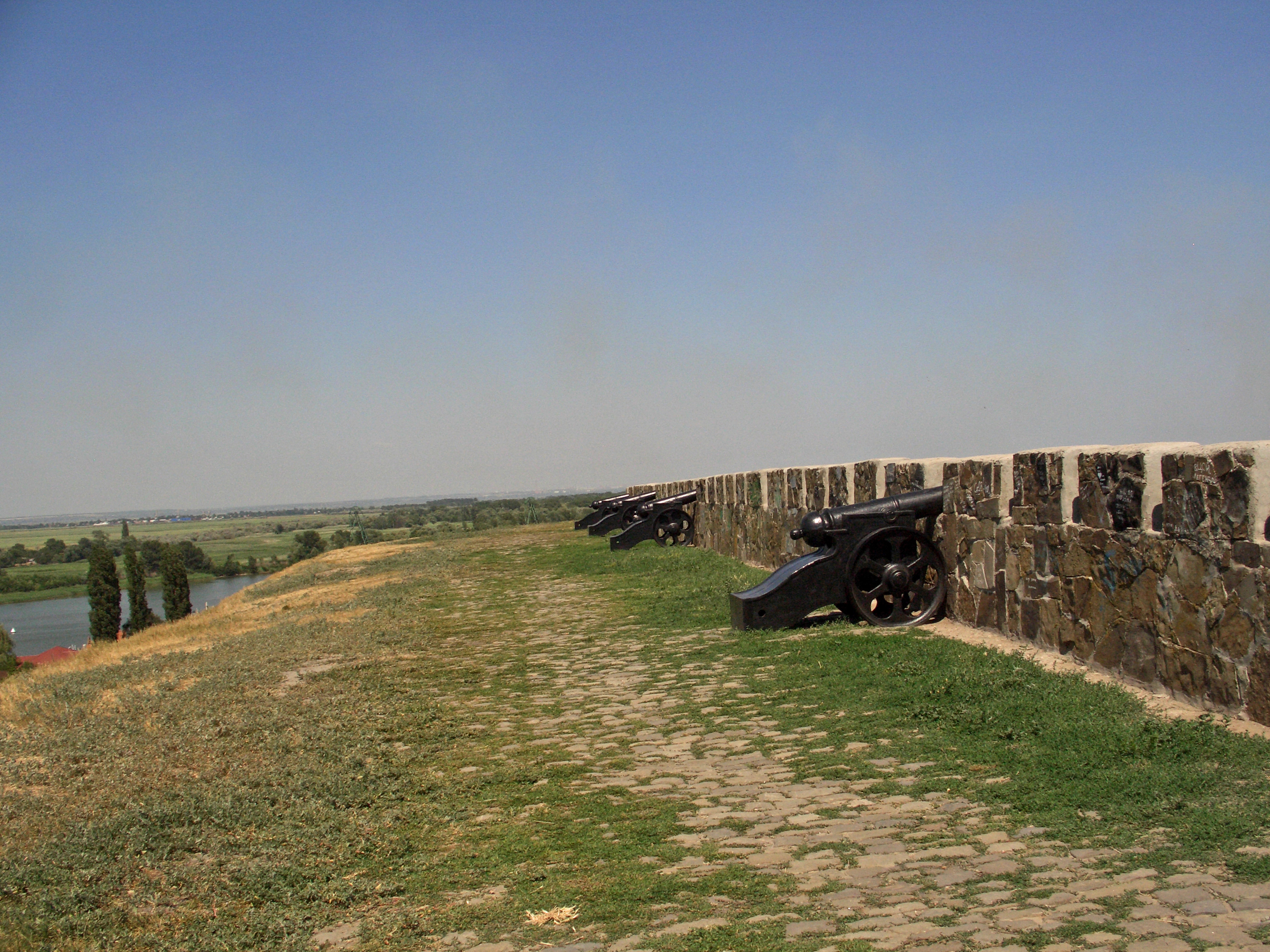
Fortaleza de Azov.

Los mongoles llegaron al Don a principios del siglo XIII. Los kipchaks y los rusos (Mstislav el Valiente) establecieron una alianza y se enfrentaron a ellos en 1223 en la batalla del río Kalka, de la que salieron completamente derrotados. Tras la batalla estas tierras quedarían durante varios siglos bajo el dominio de la Horda de Oro. A la orilla del mar de Azov surgió la ciudad comercial de Azak, favorecida por su situación geográfica. Jugaría un importante papel en el comercio entre Oriente y Occidente junto a la colonia genovesa de Tana. A finales del siglo XIV, el sudoeste de los dominios de la Horda sufriría la invasión de las tropas de Tamerlán, que saquearon Azak y Tana. 
Tras el proceso de formación en el siglo XIV del principado de Moscú o Moscovia, cuya expansión reúne las tierras meridionales y orientales del Rus de Kiev. Aprovechando el declive de la Horda de Oro en el siglo XV, los otomanos se hacen con la ciudad de Azov (Azak), que convertirán en un poderoso fuerte y puerto, base para las expediciones otomanas hacia el sureste de Rusia. En el siglo XV se inició la creación de guardias fronterizas en los Campos Salvajes, zona despoblada por las continuas guerras contra los tártaros de Crimea, instalándose torres de guardia y fortalezas, que eran mantenidas por personas libres denominadas cosacos. En 1553, Dmitró Vishnevetski construyó con su propio dinero una torre de guardia en la isla Málaya Jortitsia como refugio para los cosacos y puesto de avanzada ante la agresión tártara. Cooperando con el principado de Moscú, realizó operaciones militares en el Don y el Cáucaso, construyendo la fortaleza de Cherkask (futura capital de los cosacos del Don) en 1570. A finales del siglo XVI se fundarían otras ciudades cosacas como Razdory, Mitiakin o Mánych.
Ya que el poder del príncipe no llegaba a implementarse en estas tierras, se organizó una sociedad de cosacos libres que formaron una organización política militar- la Hueste del Don, con una autonomía "democrática" en que todos los cargos eran electivos y la palabra del atamán era la ley. Se tenía en alta estima el honor, la dignidad y la valentía del cosaco. El órgano superior de organización era el Krug, que se reunía en Cherkask, primera ciudad de la Hueste. Pronto se convertirían en un estamento militar cerrado, sin obligaciones ni pago de tributos y con derecho a llevar la ropa al estilo antiguo.

### Edad Moderna

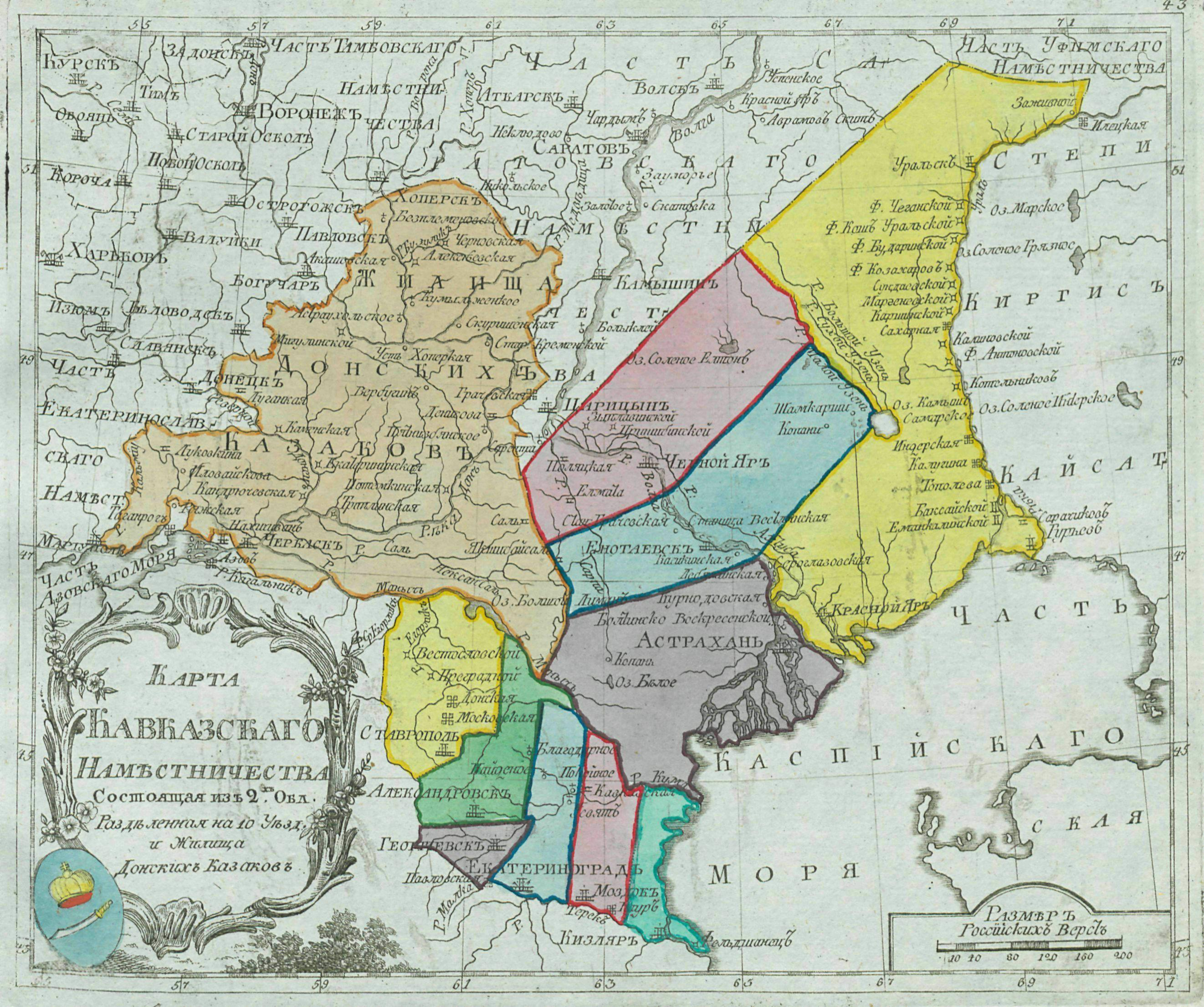
Atlas del Primer Virreinato del Cáucaso y Tierras del Ejército del Don en 1792.

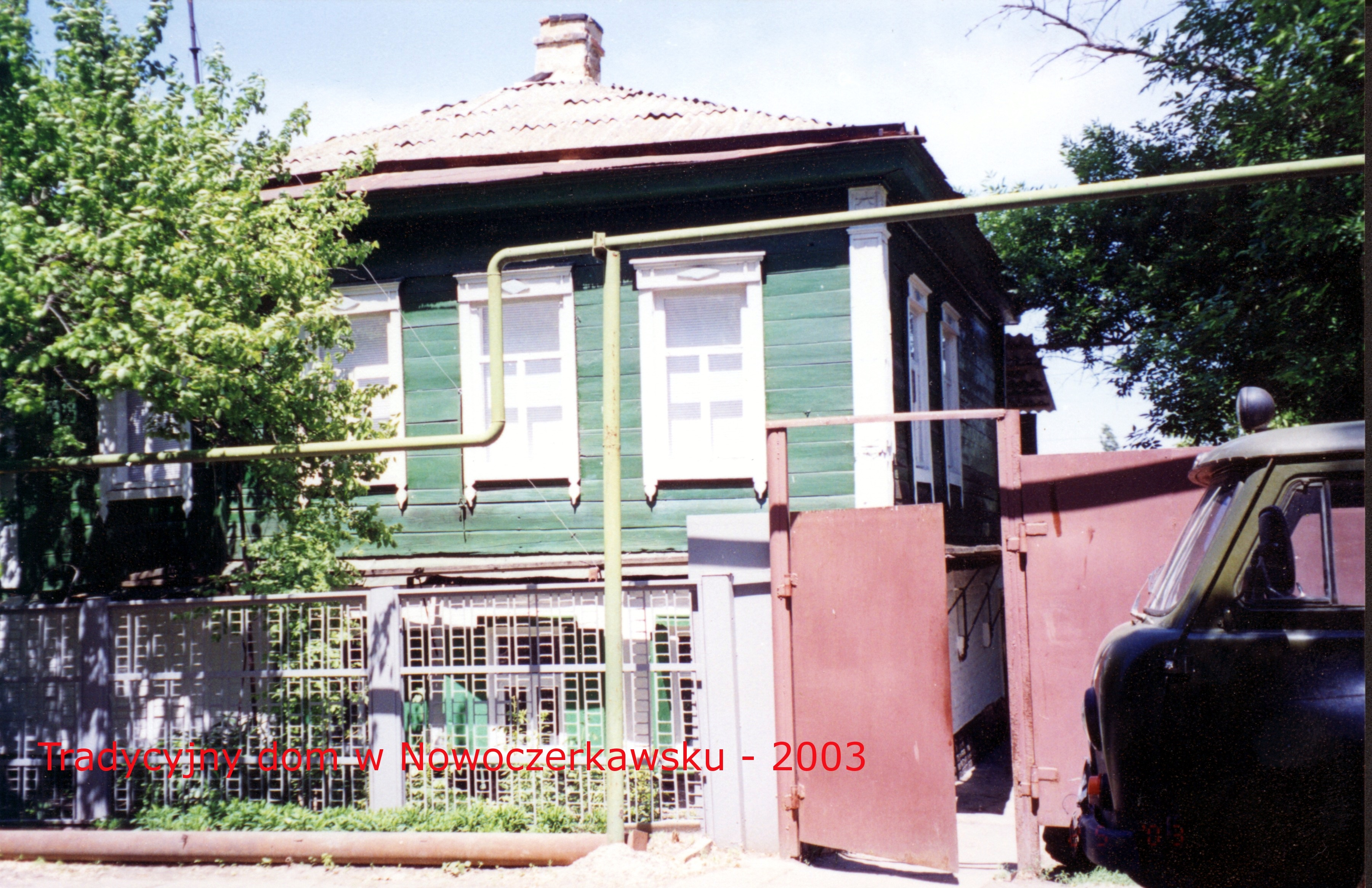
Casa en Starocherkáskaya.

En el siglo XVIII, la región del Don fue incorporada al Imperio ruso, lo que comportó un proceso en que los cosacos perdían su autonomía. Deseosos de conservar la anterior libertad, se opusieron activamente al poder zarista, participando en las guerras campesinas y en las insurrecciones dirigidas por Stepán Razin, Kondrati Bulavin y Yemelián Pugachov.
Pese a su resistencia a la implantación del poder ruso, fueron incluidos en el Ejército Imperial Ruso como fuerzas irregulares, y participaron desde entonces en todas las guerras lidiadas por el Imperio. Yermak Timoféyevich, Frol Mináyev, Fiódor Krasnoshchókov, Iván y Stepán Yefrémov, Iván Orlov, Matvéi Plátov o Yákov Baklánov son solo algunos de los nombres de líderes militares cosacos del Don de mayor relieve.
En 1749, se instaló por orden de Isabel Petrovna un puesto aduanero en la orilla derecha del Don, junto a la desembocadura en él del río Temernik. La implementación del poder zarista se reforzaría en 1761 con la construcción de la fortaleza de San Dimitri (por Demetrio de Rostov, metropolitano de la ciudad de Rostov). Al incorporarse al Imperio las regiones de Priazovia y el litoral del Mar Negro (Prichernomoria), la fortaleza ha perdido su sentido estratégico y fue desmantelada. Los arrabales de servicio de la fortaleza se transformaron en una ciudad que en 1806 recibiría el nombre oficial de Rostov del Don. En 1805, a instancias del atamán Matvéi Plátov, se había fundado a orillas del río Aksái la ciudad de Novocherkask, nueva capital de la Hueste Cosaca del Don.

### SigloXIXe inicios delXX

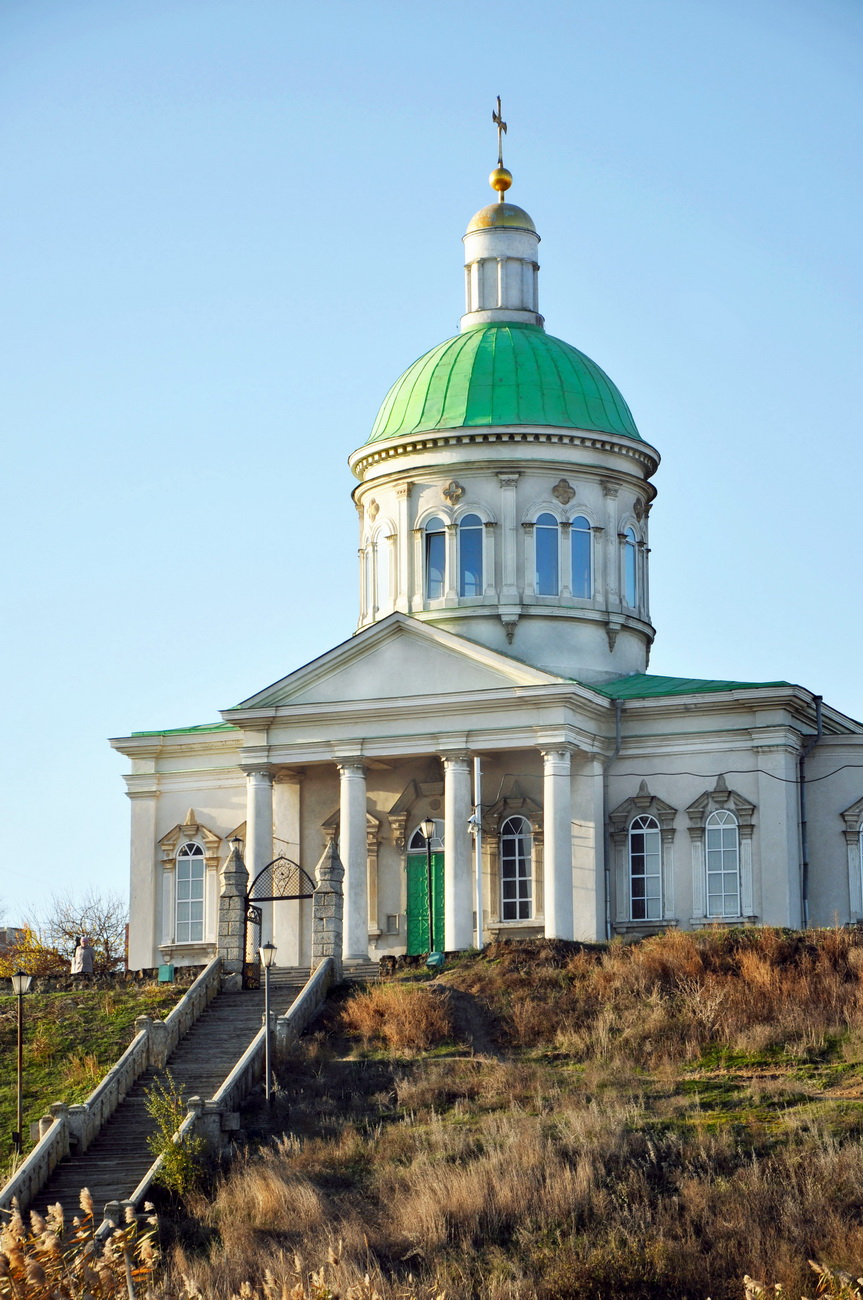
Iglesia Apostólica Armenia de la Santa Cruz (Surb Jach, Rostov del Don).

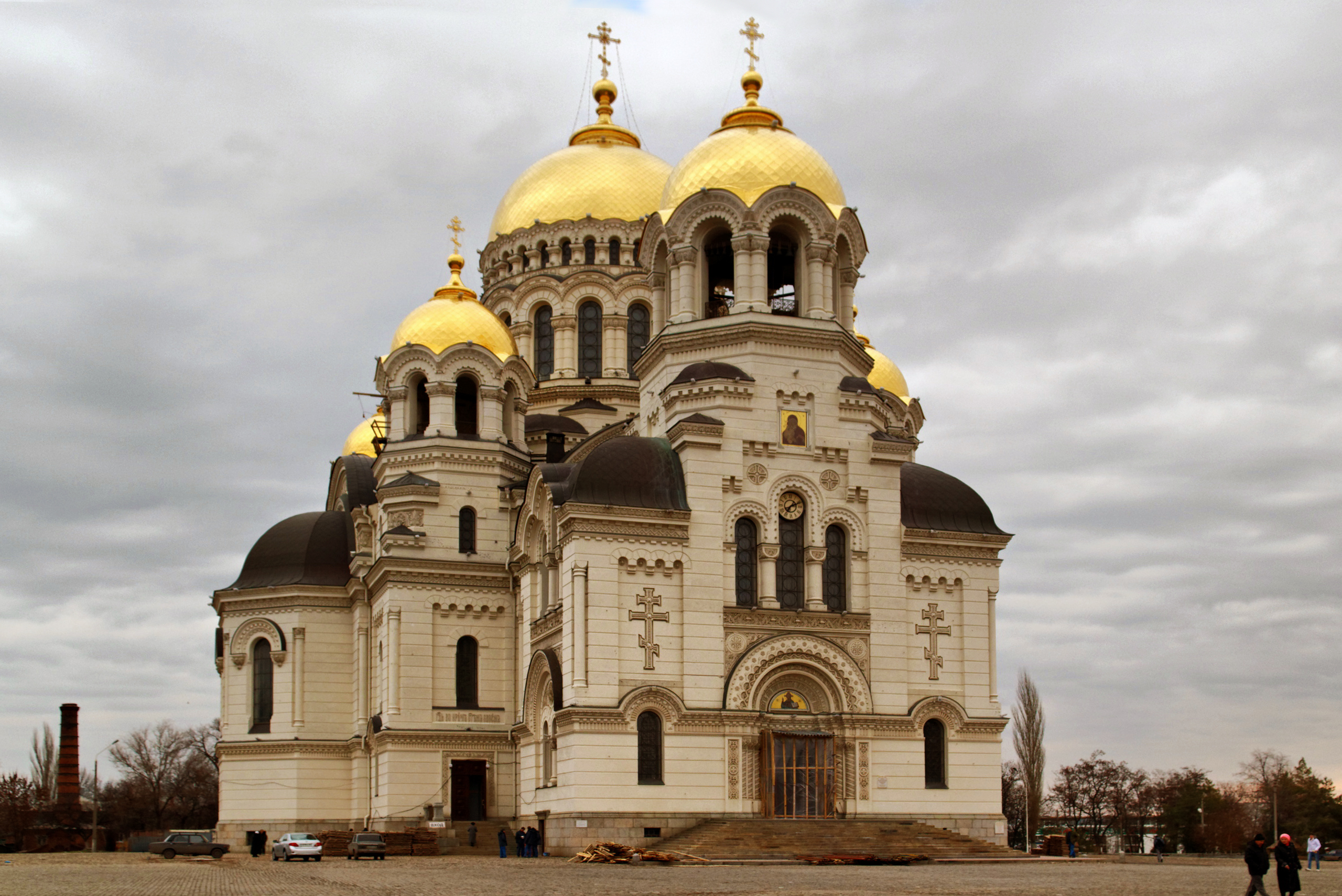
Catedral de la Ascensión de Novocherkask.

La región incrementó su población de unos 225.000 habitantes a finales del siglo XVIII a unos 775 000 a mediados del siglo XIX, momento en el que la región contaba con dos centros: uno militar y administrativo, Novocherkask, y uno comercial e industrial, Rostov del Don, la "puerta del Cáucaso". 
En 1835, toda la región fue dividida en siete ókrugs o distritos: Cherkaski, Primero del Don, Segundo del Don, Ust-Medvéditski, Donetski, Jopiorski y Miuski, a los que se añadiría en 1884 el octavo ókrug, Salski. En 1870 se publicó el ukaz que hacía oficial el abandono de la denominación Tierras del Voisko (Hueste) del Don (Земля Войска Донского) y su sustitución por Óblast del Voisko del Don (Область Войска Донского), que se usaría hasta 1918-1920. El centro administrativo de la región, que desde 1646 era Cherkask, pasó a Novocherkask en 1806, y lo seguiría siendo hasta 1920. En 1888 se creó el ókrug de Rostov y se unieron el ókrug Miuski y la ciudad municipalidad de Taganrog para formar el ókrug de Taganrog. 
La población de la región alcanzaba los 900.000 habitantes en 1859, un incremento propiciado por los nuevos tipos de asentamiento (jútor) que aumentaban en número (800 en 1783, 1820 en 1843). Con la llegada de los inmigrantes el principal cultivo en las estepas del Don será el trigo, siendo el pan y el grano de las stanitsas cosacas un producto que empezaba a ser objeto de comercio desde finales del siglo XVIII. Para 1870, en el territorio del óblast de la Hueste del Don había 112 stanitsas cosacas, con 340.000 habitantes, 118 volosts campesinos, con 168.000 habitantes varones, y 2.787 haciendas hereditarias pertenecientes a nobles. La colonización del valle del Don estimuló la agricultura, con la implantación de la viña y el tabaco (de gran calidad, se convierte en uno de los principales productos de exportación). La región tenía tradicionalmente una gran reputación en la cría de caballos. 
La industria, sin embargo, se desarrolló muy lentamente, concentrada en aportes de valor añadido a los productos del campo (agroalimentaria). La expansión de principios del siglo XX se explica esencialmente por la llegada de capitales extranjeros a la zona del Donbass, muy rica en recursos mineros (sobre todo hulla y lignita). Hasta 1917 se extraían en la región tres cuartas partes del carbón ruso. En 1913 el actual óblast de Rostov aportaba un 6,6 % de la producción siderúrgica rusa y un 9,7 % de la producción de hulla.

### Guerra Civil
Los acontecimientos de octubre de 1917 condujeron al establecimiento en la región del poder de los Soviets, creándose la República Soviética del Don en marzo de 1918. Tras su caída a finales de septiembre del mismo año, el krug proclamó la República del Don, que sería uno de los centros del Movimiento Blanco y uno de los principales teatros de operaciones de la guerra civil rusa. Tras las acciones de la caballería de Semión Budionni, el poder soviético fue restablecido a principios de 1920.

### Periodo soviético antes de la Segunda Guerra Mundial

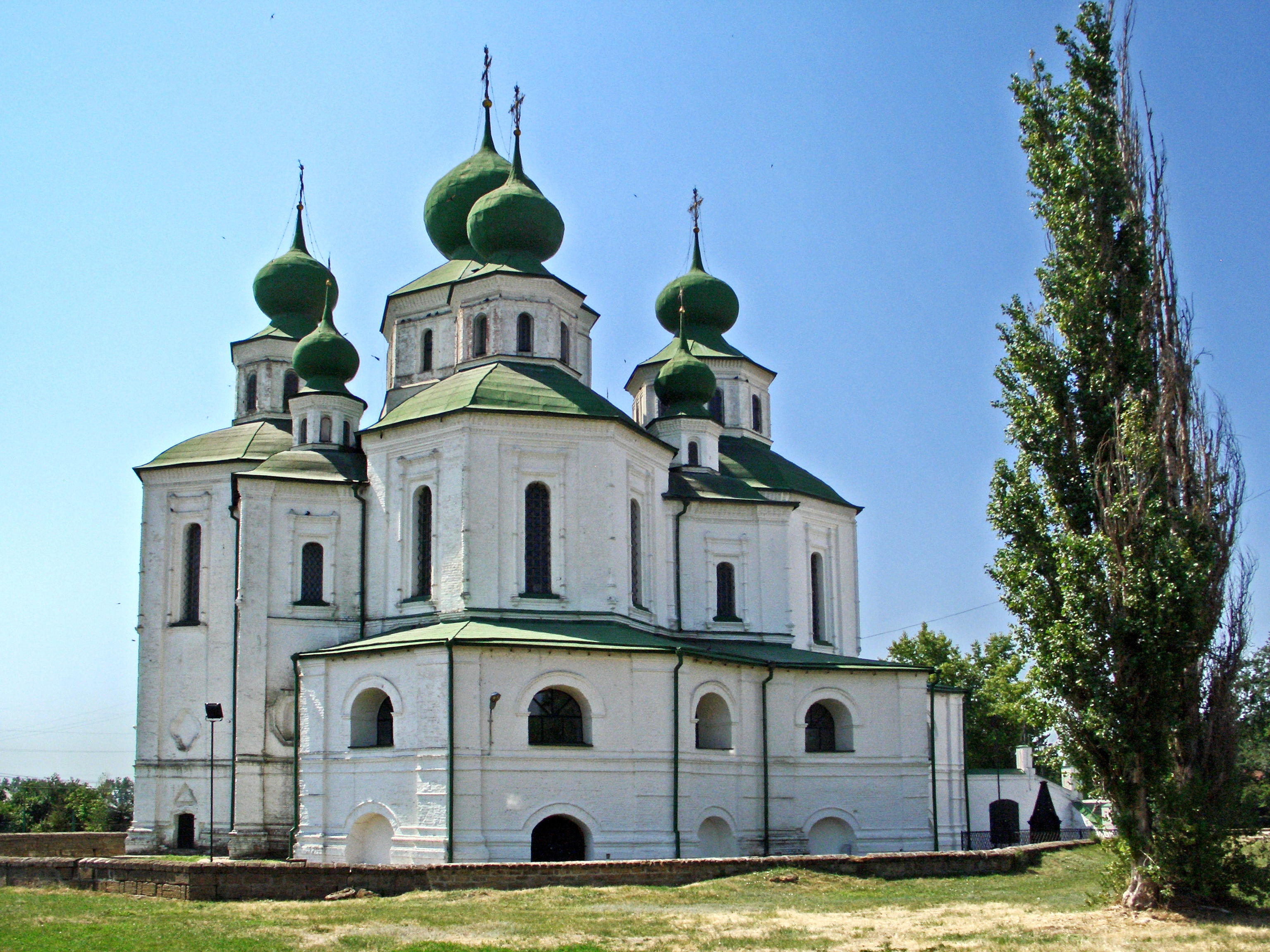
Catedral de la Resurrección de Starocherkáskaya.

La Primera Guerra Mundial y la guerra civil rusa destruyeron la incipiente economía de la región. El gobierno de la Unión Soviética dirigió una campaña de descosaquización, que sumada a deskulakización y a las hambrunas de 1932-33, afectó en gran medida a la entidad política, cultural y económica diferenciada que habían supuesto los cosacos del Don. 
Entre 1920 y 1924 la región pasó a formar parte de una nueva división territorial y administrativa, el krai del Sudeste, que sería renombrada ese último año como krai del Cáucaso Norte, del cual se escindiría en 1934 el krai de Azov-Mar Negro, dividido el 13 de septiembre de 1937 entre el óblast de Rostov, con centro en Rostov del Don y el krai de Krasnodar, con centro en Krasnodar.

### Segunda Guerra Mundial
La región fue ocupada por la Wehrmacht de la Alemania Nazi entre octubre de 1941 y agosto de 1943, en que fue recuperada Taganrog por el Ejército Rojo. Los planes alemanes de la operación Barbarroja daban mucha importancia a la captura de Rostov del Don, la "puerta del Cáucaso", y de los campos petrolíferos, por lo que no escatimaron fuerzas en la campaña, que fue encomendada al general Ewald von Kleist. 11 divisiones del ejército soviético recibirían la denominación honorífica "Donskie" por su participación destacada en la liberación del territorio del Don.

### Posguerra

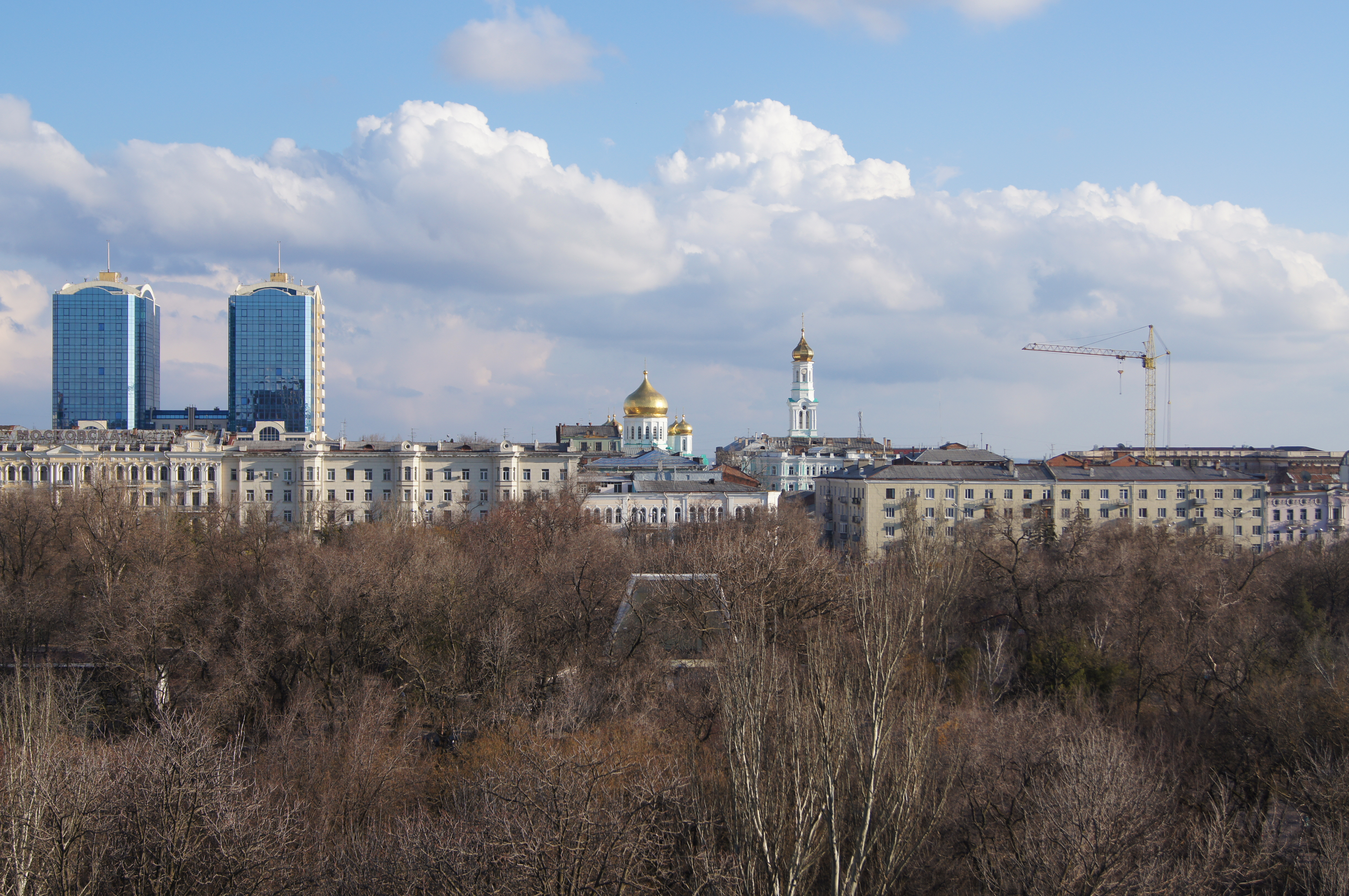
La capital, Rostov del Don.

El restablecimiento del aparato industrial se había iniciado tras la guerra civil rusa en 1922. Las grandes fábricas del valle serían reconstruidas en 1926, pero la Segunda Guerra Mundial afectaría directamente al óblast -Rostov del Don fue en gran parte destruida. La población de la región de antes de la guerra era de 2.95 millones y no se recuperaría esa cifra hasta 1954, sin que se finalizaran los trabajos de reconstrucción hasta 1960.

### SigloXXI
Tras la disolución de la URSS, se ha visto el renacer de las comunidades y agrupaciones cosacas que usan su simbología. Los dos gobernadores (cargo instituido por la Federación Rusa) que han dirigido el óblast han sido Vladímir Chub (1991-2010) y Vasili Gólubev (2010-).

## Dirigentes de la Administración del Óblast

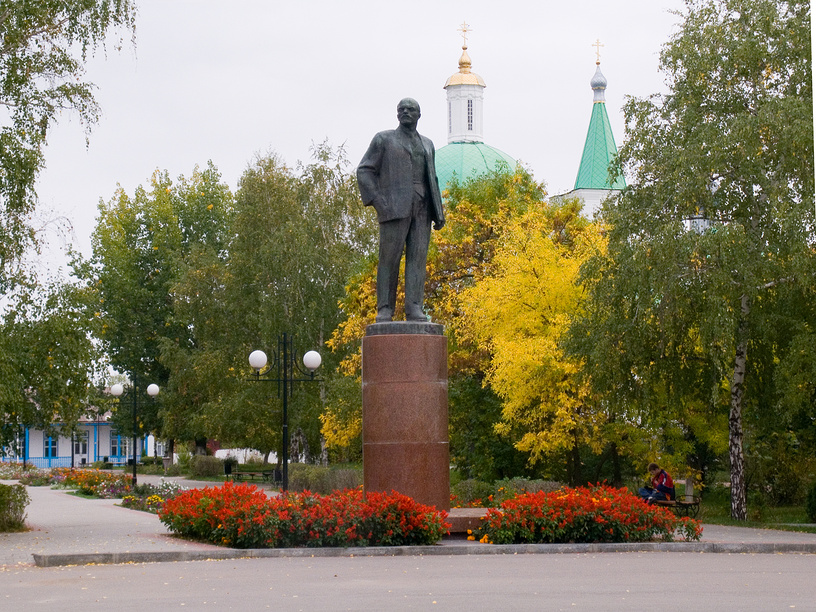
Monumento a Lenin en la stanitsa Vióshenskaya.

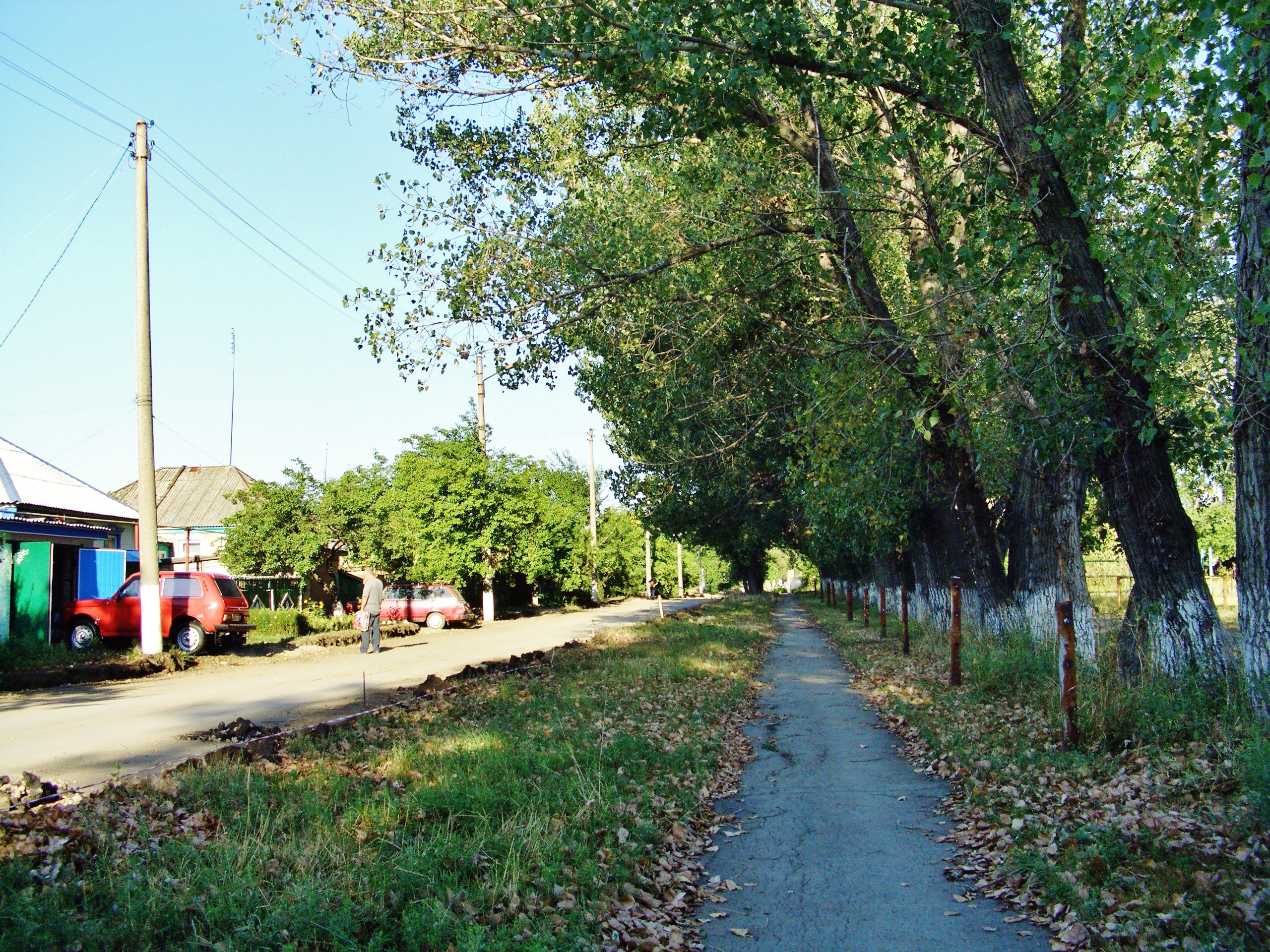
Shójolovski, localidad del óblast.

### Primer secretario del Comité delPCUSdel Óblast de Rostov
- Yefim Yevdokímov (9/1937 - 5/1938)
- Borís Dvinski (5/1938 - 9/1944)
- Piotr Aleksandriuk (9/1944 - 8/1947)
- Nikolái Patólichev (8/1947 - 6/1950)
- Piotr Pastushenko (6/1950 - 1/1952)
- Nikolái Kiseliov (1/1952 - 1/1960)
- Alekséi Kirichenko (1/1960 - 6/1960)
- Aleksandr Básov (6/1960 - 8/1962)
- Vladímir Skriábin (8/1962 - 1/1963)
- Gueorgui Neronov (1/1963-12/1964)
- Mijaíl Solómentsev (12/1964 - 11/1966)
- Iván Bondarenko (11/1966 - 7/1984)
- Aleksandr Vlásov (7/1984 - 1/1986)
- Borís Volodin (1/1986 - 4/1990)
- Vitali Suslin (4/1990 - 8/1991

### Presidentes del Comité Ejecutivo del Soviet Regional de Rostov
- Fiódor Koltsov (9-10/1937)

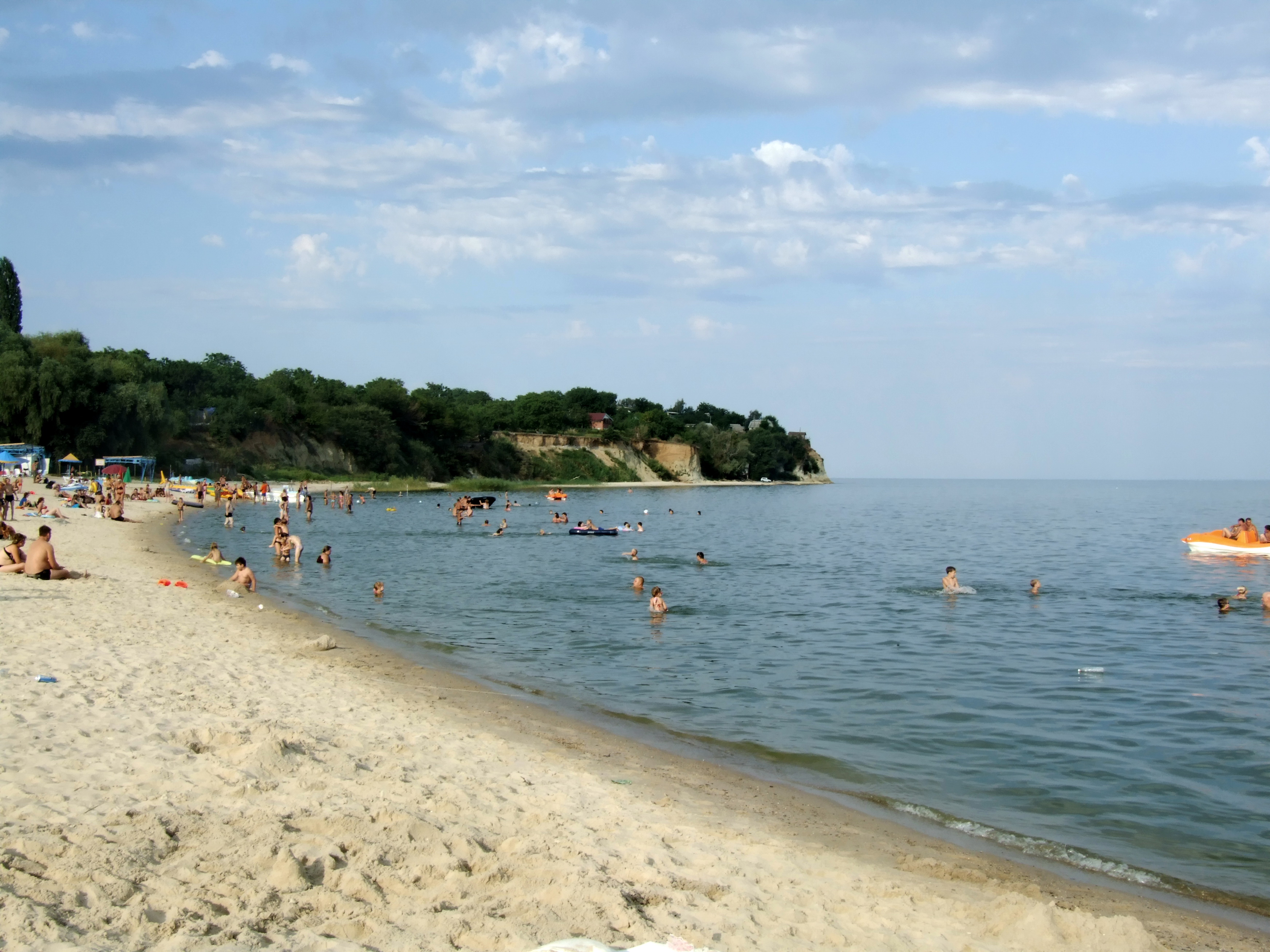
Playa en el Raión de Tsimliansk.

- Aleksandr Larichev (10/1937 - 1938)
- Leonid Rudenko (1938 - 1941)
- Matvéi Motinov (1941 - 1943)
- Iván Kiparenko (1943 - 1946)
- Piotr Pastushenko (1946 - 1950)
- Grigori Dobrynin (1950 - 1951)
- Aleksandr Gritsenko (1952-1954)
- Iván Fedchenko (1954-1955)
- Aleksandr Básov (1955 - 1960)
- Serguéi Púzikov (1960)
- Iván Zametin (1960 - 1962)
- Serguéi Bitikin (1962 - 1964)
- Iván Bondarenko (1964 - 1966)
- Vladímir Mazovka (1966 - 1970)
- Stanislav Sabanéyev (1970 - 1979)
- Nikolái Ivanitski (1979 - 1984)
- Borís Volodin (1984 - 1986)
- Nikolái Pivovárov (1986 - 1989)
- Leonid Ivánchenko (1989 - 1990)
- Víktor Vorodáyev (1990-1991)

### Gobernadores (Jefes de la Administración) del Óblast de Rostov

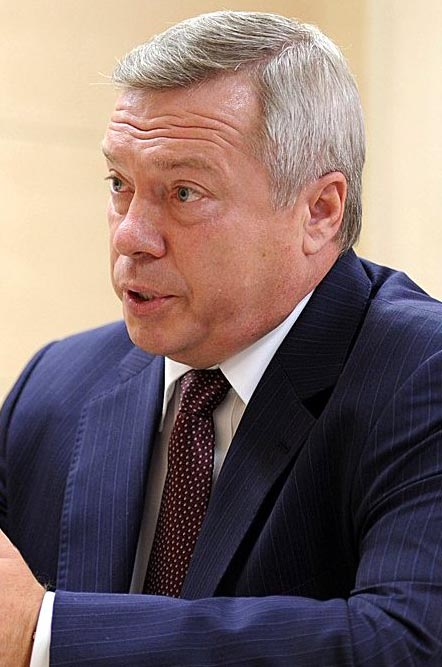
Vasili Gólubev, 2013.

- Vladímir Chub (8/10/1991 - 14/6/2010)
- Vasili Gólubev (14/6/2010 - )

## División administrativa

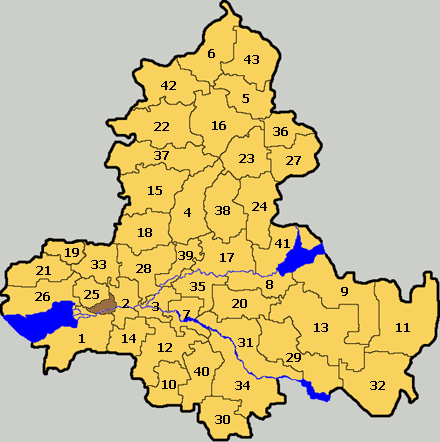
Raiones del óblast de Rostov.

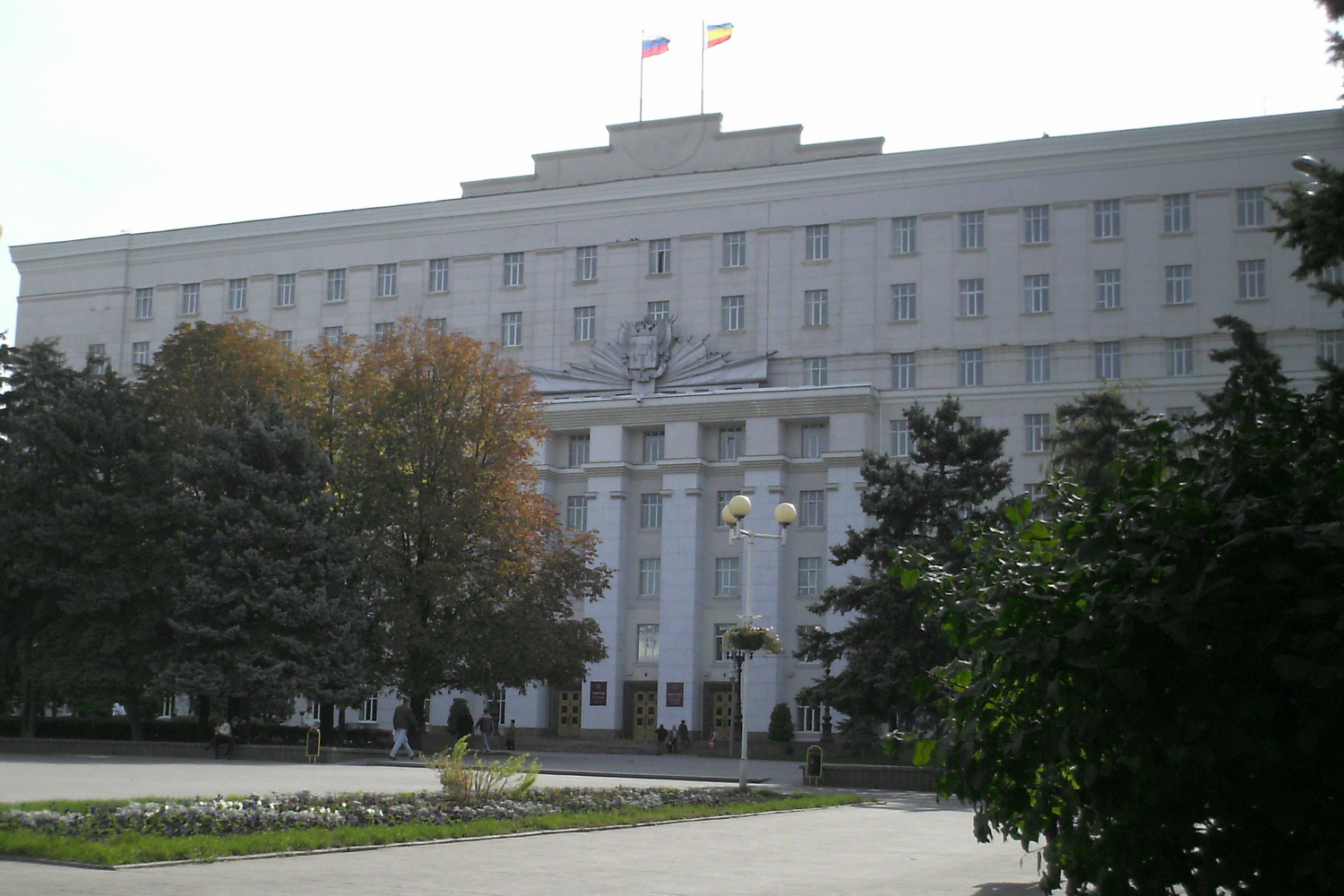
Edificio de la administración del óblast.

El óblast se divide en 12 distritos urbanos y 43 raiones municipales.
- Distritos urbanos y su centro administrativo:
  - (I) Ciudad de Rostov del Don - Rostov del Don
  - (II) Ciudad de Azov - Azov
  - (III) Ciudad de Batáisk - Batáisk
  - (IV) Ciudad de Volgodonsk - Volgodonsk
  - (V) Ciudad de Gúkovo - Gúkovo
  - (VI) Ciudad de Donetsk - Donetsk
  - (VII) Ciudad de Zvérevo - Zvérevo
  - (VIII) Ciudad de Kámensk-Shájtinski - Kámensk-Shájtinski
  - (IX) Ciudad de Novocherkask - Novocherkask
  - (X) Ciudad de Novoshájtinsk - Novoshájtinsk
  - (XI) Ciudad de Taganrog - Taganrog
  - (XII) Ciudad de Shajty - Shajty
- Raiones municipales:
  - (1) Raión de Azov - Azov
  - (2) Raión de Aksái - Aksái
  - (3) Raión de Bagáyevskaya - Bagáyevskaya
  - (4) Raión de Bélaya Kalitvá - Bélaya Kalitvá
  - (5) Raión de Bókovskaya - Bókovskaya
  - (6) Raión Verjnedonskói - Kazánskaya
  - (7) Raión de Vesioli - Vesioli
  - (8) Raión de Volgodonsk - Romanóvskaya
  - (9) Raión de Dubóvskoye - Dubóvskoye
  - (10) Raión de Yegorkyskaya - Yegorlykskaya
  - (11) Raión de Zavétnoye - Zavétnoye
  - (12) Raión de Zernograd - Zernograd
  - (13) Raión de Zimóvniki - Zimóvniki
  - (14) Raión de Kagalnítskaya - Kagalnítskaya
  - (15) Raión de Kámensk - Gluboki
  - (16) Raión de Kashary - Kashary
  - (17) Raión de Konstantínovsk - Konstantínovsk
  - (18) Raión de Krasnosulinsky - Krasni Sulín
  - (19) Raión de Kúibyshevo - Kúibyshevo
  - (20) Raión de Martýnovka - Bolshaya Martýnovka
  - (21) Raión de Matvéyev-Kurgán - Matvéyev-Kurgán
  - (22) Raión de Mílerovo - Mílerovo
  - (23) Raión de Miliútinskaya - Miliútinskaya
  - (24) Raión de Morózovsk - Morózovsk
  - (25) Raión de Miasnikov - Cháltyr
  - (26) Raión de Neklinovka - Pokróvskoye
  - (27) Raión de Oblívskaya- Oblívskaya
  - (28) Raión de Oktiabr - Kamenolomni
  - (29) Raión de Orlovski - Orlovski
  - (30) Raión de Peschanokopskoye - Peschanokopskoye
  - (31) Raión de Proletarsk - Proletarsk
  - (32) Raión de Remóntnoye - Remóntnoye
  - (33) Raión de Rodiónovo-Nesvetáiskaya - Rodiónovo-Nesvetáiskaya
  - (34) Raión de Salsk - Salsk
  - (35) Raión de Semikarakorsk - Semikarakorsk
  - (36) Raión de Sovétskaya - Sovétskaya
  - (37) Raión de Tarásovski - Tarásovski
  - (38) Raión de Tatsínskaya - Tatsínskaya
  - (39) Raión de Ust-Donetsk - Ust-Donetsk
  - (40) Raión de Tseliná - Tseliná
  - (41) Raión de Tsimliansk - Tsimliansk
  - (42) Raión de Chertkovo - Chertkovo
  - (43) Raión de Shólojov - Vióshenskaya

## Economía, transporte y turismo

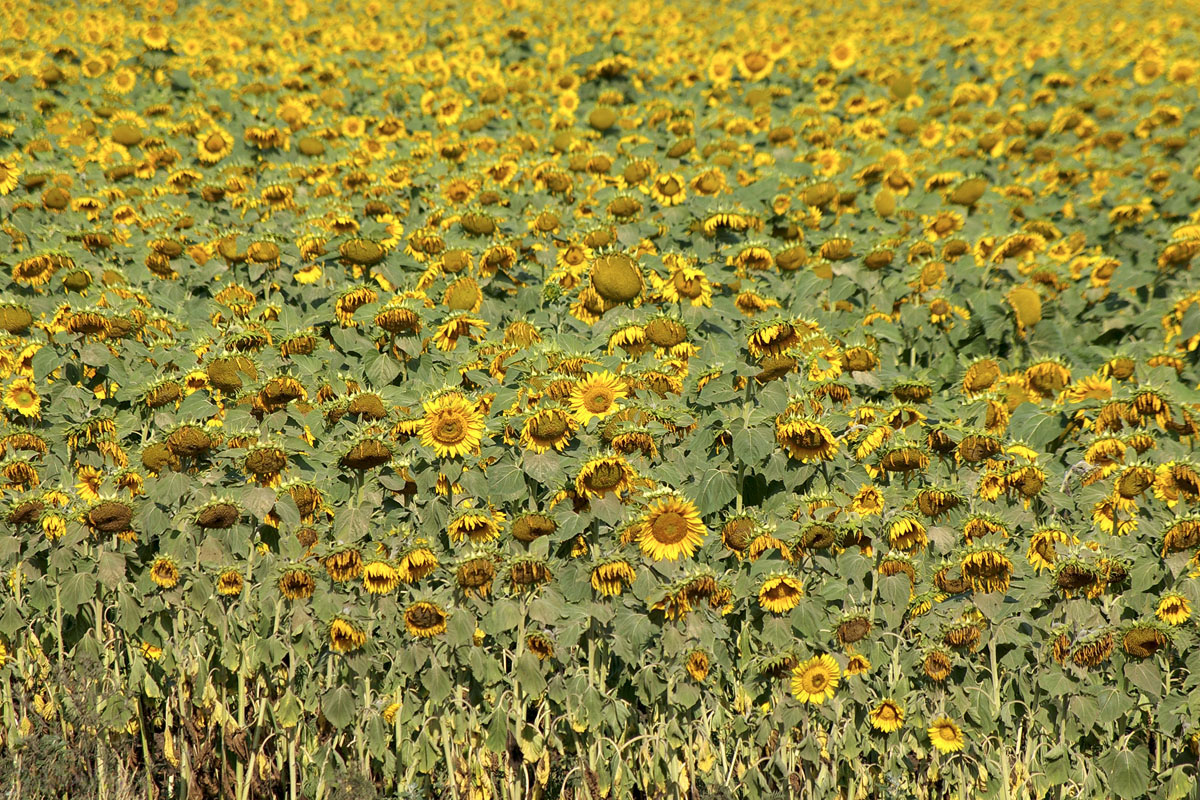
Girasoles en los campos de Rostov.

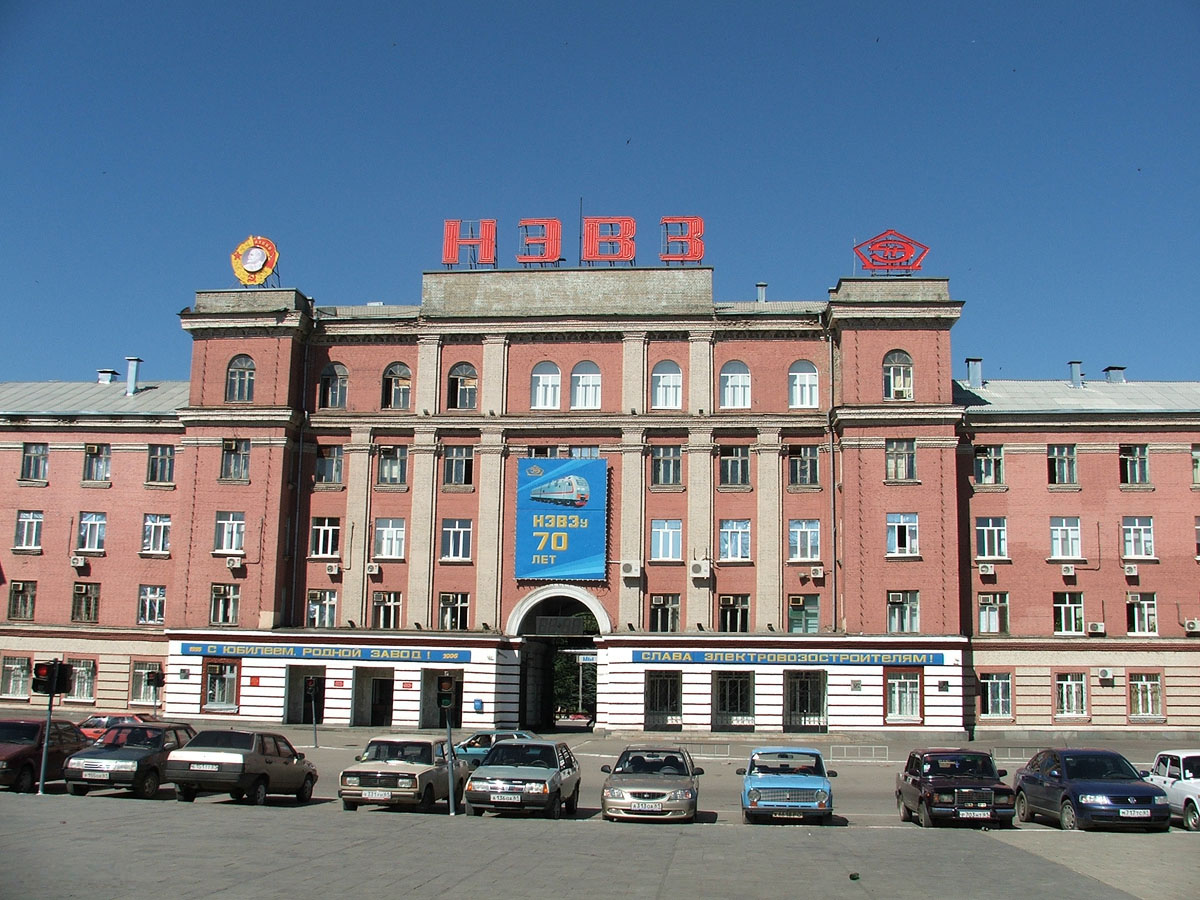
Fábrica NEVZ.

La base económica del óblast es la agricultura e industrias relacionadas, el procesado de alimentos, la industria pesada, la extracción de carbón y la manufactura de automóviles. La industria está mu desarrollada en la región, Rostov es el bastión industrial y económico del sur de Rusia. El resto de la industria se concentra alrededor de las ciudades de Taganrog, Shajty, Novocherkask, Volgodonsk, Novoshajtinsk y Bataisk. La estructura de la industria está dominada por las construcciones mecánicas (motores eléctricos, máquinas de coser, calderas, cosechadoras, automóviles, aeronáutica, helicópteros, sistemas de navegación). El resto comprende las principales ramas de la metalurgia (primaria y de transformación), la química y la petroquímica. Entre las grandes empresas del óblast deben citarse Rostselmash y Yug Rusi (productos agrícolas), TagAZ (automóviles), TKZ (maquinaria agrícola y motocicletas), Krasni Kotelshchik (calderas), Beriev (aeronáutica), Rostvertol (helicópteros), NEVZ (Novocherkaski elektrovozostroitelni zavod, motores eléctricos), Atommash (ingeniería nuclear), Rostov Gasoapparat (componentes para la industria del gas), las fábricas Alcoa (en Bélaya Kalitvá), REMZ (en Shajty) y Tagmet (metalurgia). En Volgodonsk hay una central nuclear (Rostovskaya AES).
La agricultura y el sector agroalimentario ocupan una parte esencial en la actividad económica de la región. La agricultura intensiva es posible por las tierras fértiles (chernozem) del valle del Don. Se cultiva la cebada y el trigo, el arroz, las frutas y las legumbres, condimentos y viñedos. Junto al krai de Krasnodar, es una de las dos grandes regiones agrícolas de la Federación Rusa (primer productor de aceite de girasol, segundo en la producción de cereales y judías, cuarto en producción de carne y octavo en producción de legumbres).
En la región hay recursos energéticos y combustibles: carbón mineral en el Donbass oriental (en especial antracita, el carbón con mayor valor calorífico), así como otros minerales no metálicos. Las reservas de gas natural alcanzan los 56.200 millones de metros cúbicos. Se extraen asimismo hierro, sal y calizas para elaborar materiales de construcción.

### Infraestructura y transportes

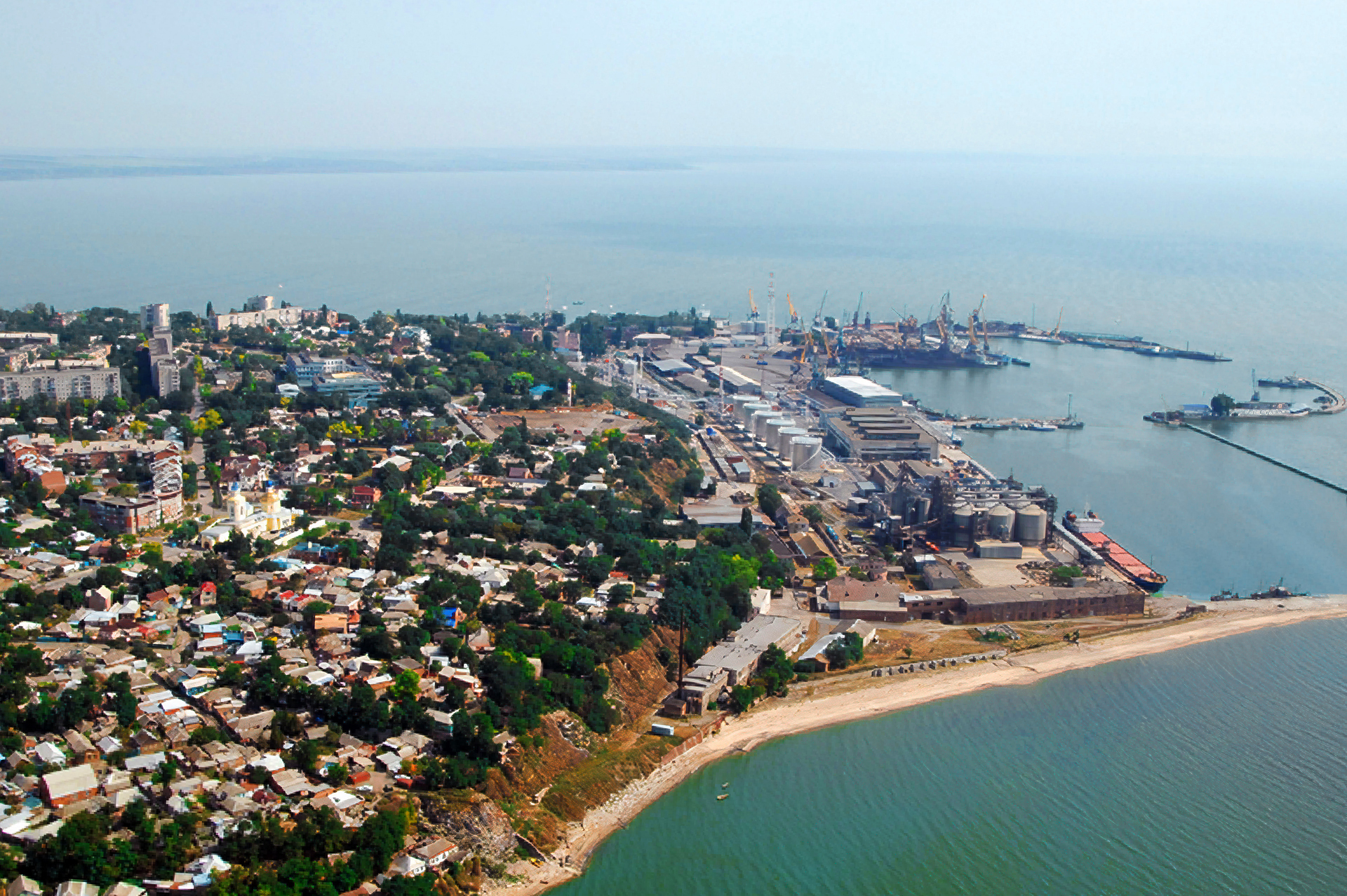
Puerto de Taganrog en el mar de Azov.

El óblast se beneficia de una posición privilegiada en la ruta que une Moscú y el Cáucaso y Asia Menor. Las infraestructuras de transporte están bien desarrolladas, con una densa red de carreteras (autopistas M4, M19, M23 y M21) y vías férreas (sección Ferrocarril del Cáucaso Norte de los Ferrocarriles Rusos, las principales estaciones son Lijaya -gran cruce ferroviario del sur de Rusia- y Rostov-Glavni) completada por dos puertos marítimos internacionales (Taganrog y Azov) libres de hielo permanentemente, así como dos terminales fluviales (Rostov del Don y Ust-Donetsk). El acceso al Volga y al mar Caspio lo provee el canal Volga-Don. El aeropuerto internacional de Rostov cuenta con vuelos directos a Fráncfort del Meno y Viena. Hay cinco puestos aduaneros fronterizos entre el territorio del óblast y el de Ucrania.

### Turismo

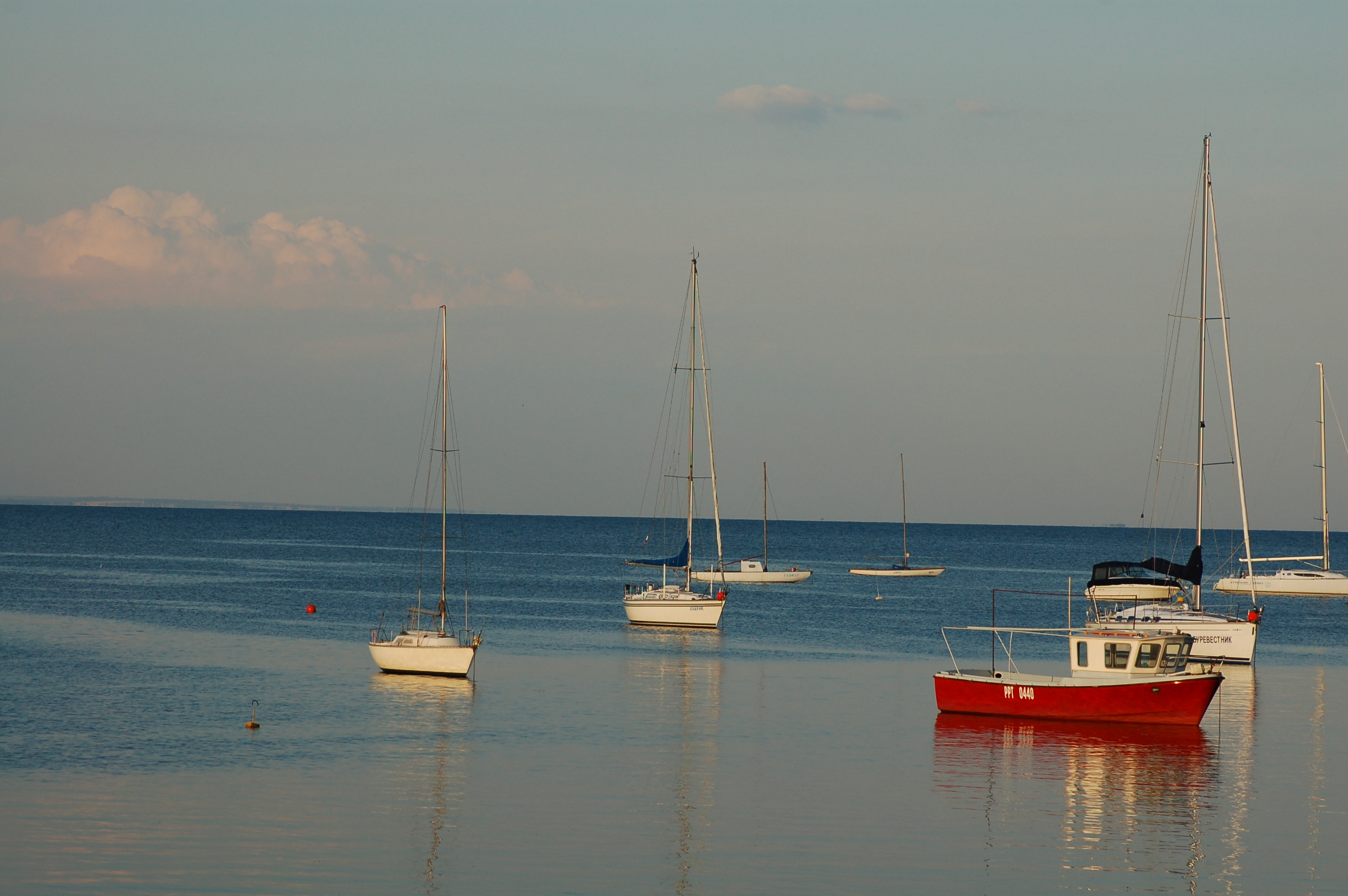
Vista del Golfo de Taganrog.

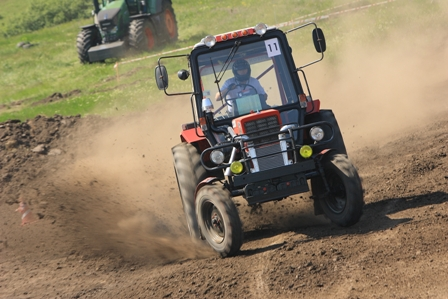
Bizon-Track-Show en Rostov del Don en 2009.

El 1.2 % del producto global de la región proviene de los ingresos del turismo. La región de Rostov posee una rica herencia histórica y cultural. Las condiciones climáticas del golfo de Taganrog crean condiciones favorables para el desarrollo de la industria balnearia. A orillas del mar de Azov, en el territorio de las ciudades de Taganrog y Azov, y en el de los raiones de Azov y Neklinovka hay 10 balnearios (sanatorios, 14 en todo el óblast). El clima seco de la región es favorable para el tratamiento de los enfermos de tuberculosis pulmonar. En el óblast existen recursos naturales medicinales como aguas minerales y barros curativos. Rostov del Don, Konstantínovsk, Starocherkáskaya y Romanóvskaya son los centros del turismo sobre el río Don en el óblast.
Los turistas son atraídos por una gran variedad de museos dedicados a la historia de los cosacos del Don, el proceso de formación de las tierras del Don, su cultura y arte. Otra clase de museos son los vinculados a la estancia de hombres famosos, como los escritores Antón Chéjov o Mijaíl Shólojov, el zar Alejandro I, los atamánes Matvéi Plátov y Mijaíl Jomutov. Son abundantes los templos, monasterios, reliquias de santos respetados por la Iglesia Ortodoxa Rusa.
En la temporada veraniega de 2015 la región de Rostov fue visitada por cerca de 120.000 turistas. Los establecimientos hoteleros del óblast ofrece 13.507 plazas en 311 hoteles.
En el territorio del óblast se hallan 8.057 objetos de herencia arqueológica del nivel federal, entre los que se hallan la ciudad de Nizhne-Gnilovskaya y su necrópolis, los tramos de muralla de una fortaleza genovesa del siglo XIV, el zapovédnik arqueológico de Tanais o la multitud de kurganes y necrópolis.
Desde 2002 se organizan en el óblast las carreras de tractores Bizon-Track-Show, únicas en el país, en las que toman parte empresan de maquinaria agrícola rusas y del resto del mundo.

## Cultura

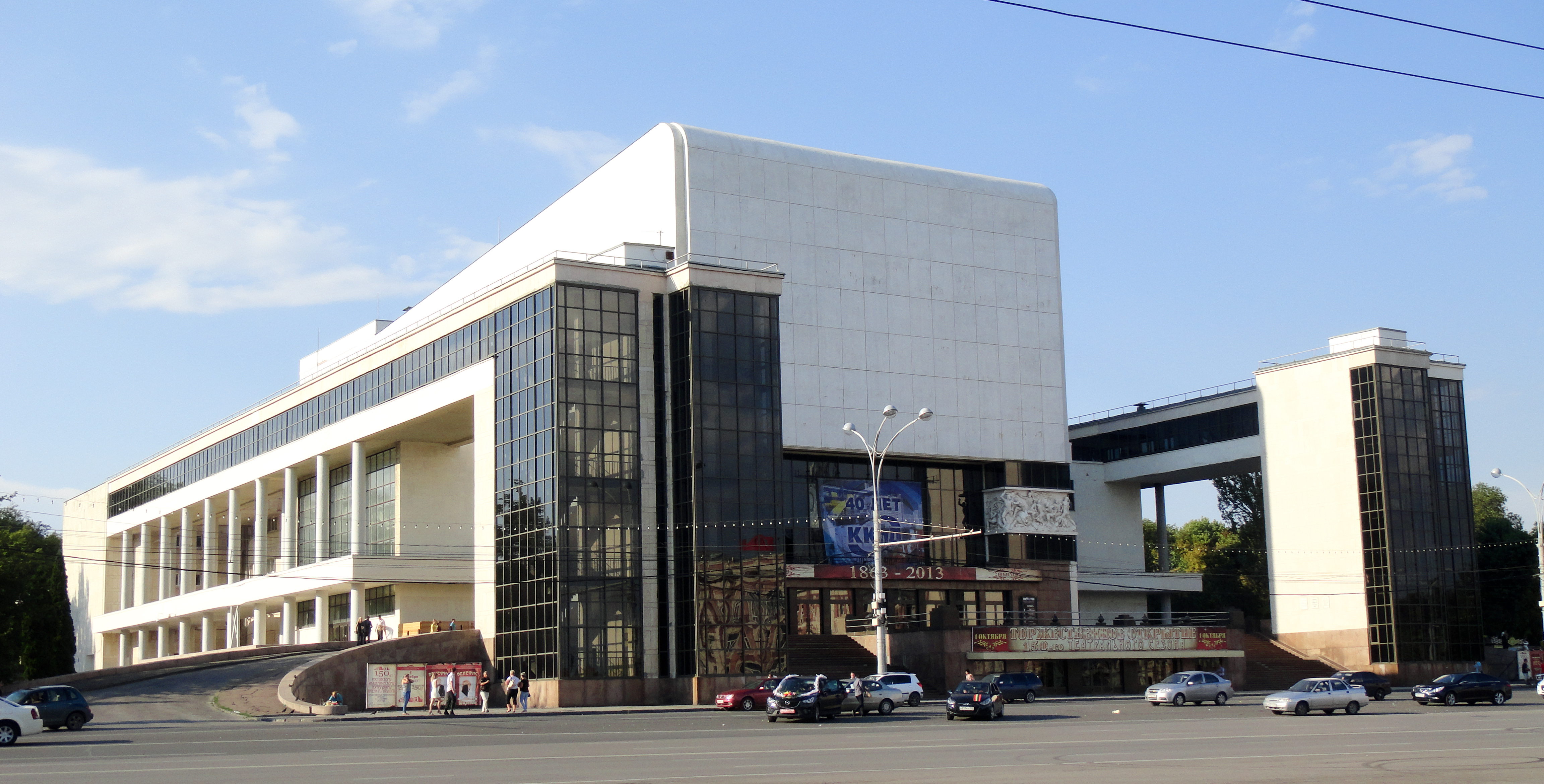
Teatro Académico de Drama de Rostov Maksim Gorki.

Destaca la tradición de Rostov en materia musical, principalmente en el género coral. También destaca la Orquesta Filarmónica de Rostov. Durante 25 años, se ha celebrado de forma anual el festival musical Don Musical Wave.

### Teatro
- Teatro Dramático de Shajty

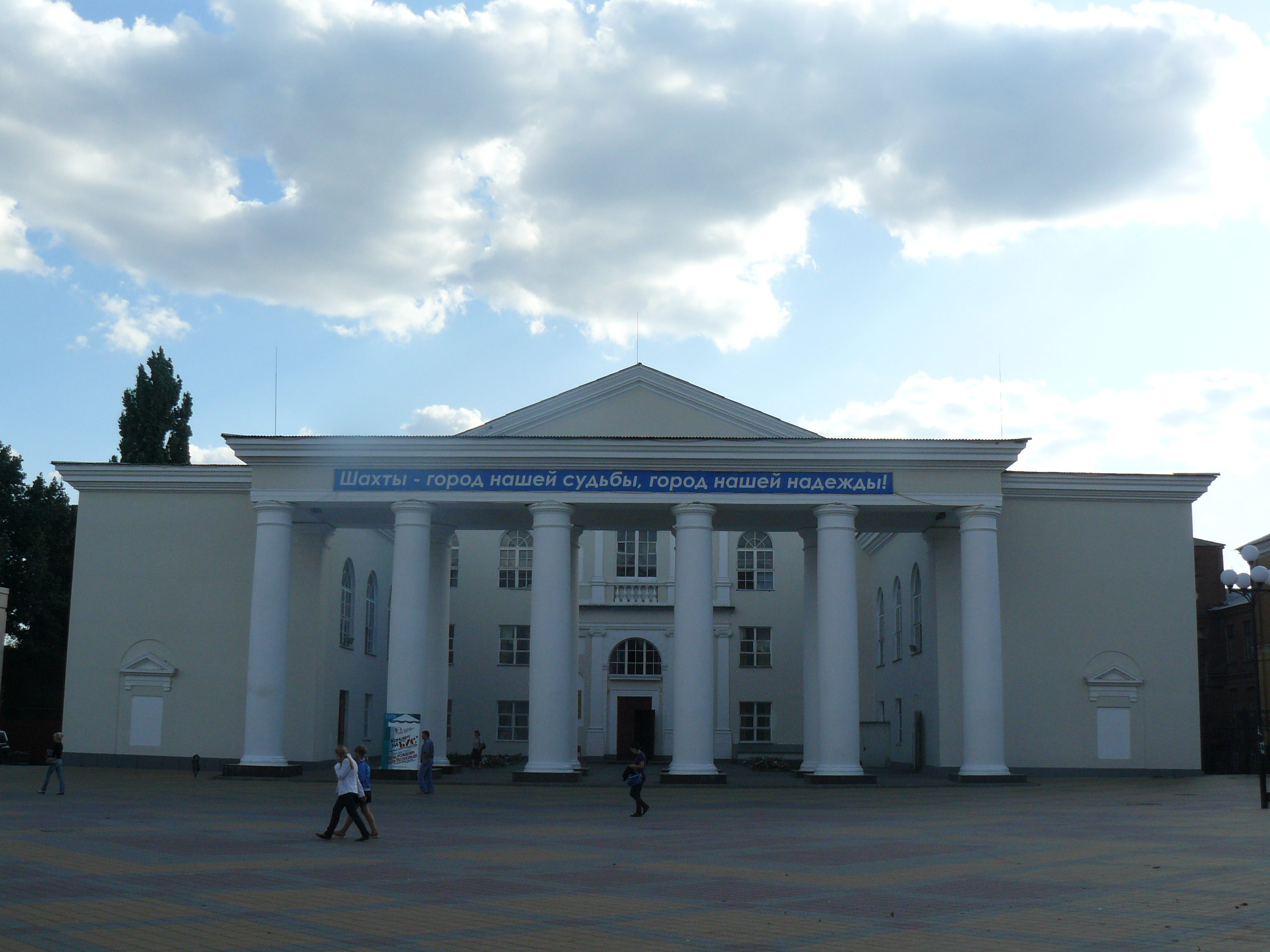
Teatro Dramático de Shajty.

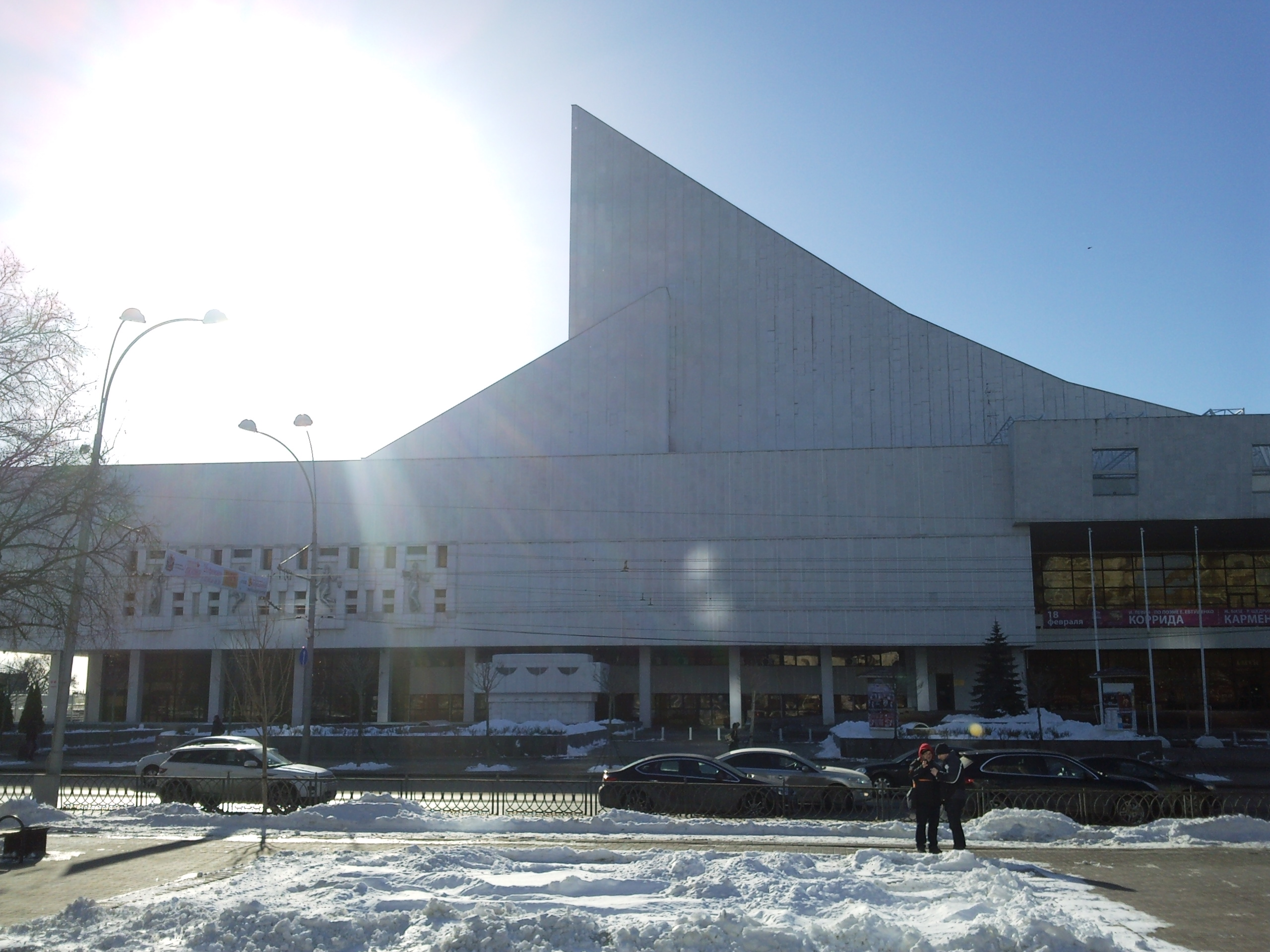
Teatro Musical Estatal de Rostov.

- Teatro Académico de Drama de Rostov Maksim Gorki
- Teatro Musical Estatal de Rostov
- Teatro de Títeres de Rostov
- Teatro Joven de Rostov
- Teatro Dramático de Taganrog Antón Chéjov
- Teatro de Drama y Comedia del Don Vera Komisarzhevskaya
- Teatro Dramático de Novoshájtinski

### Museos

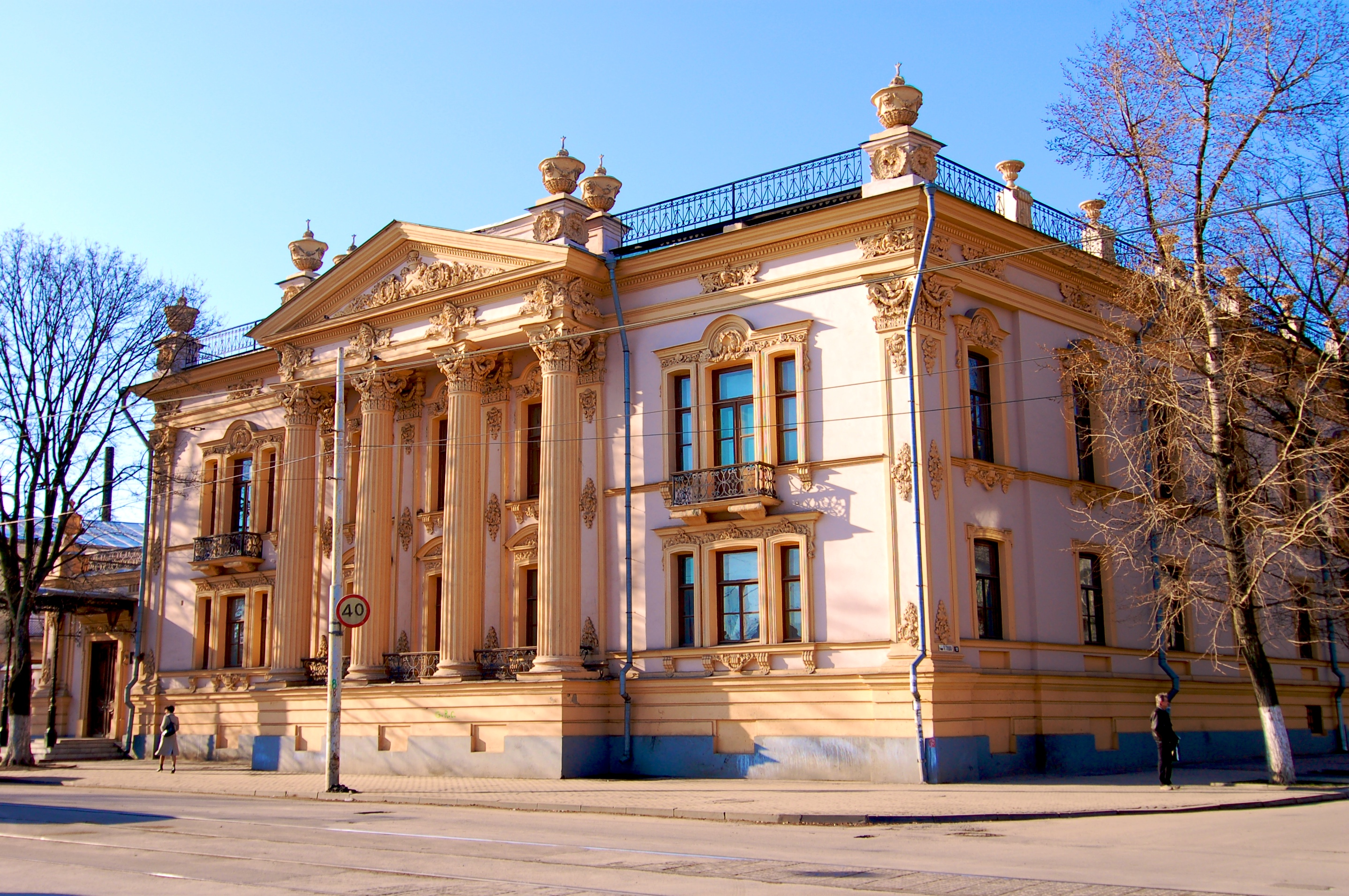
Palacio Alferaki, en Taganrog.

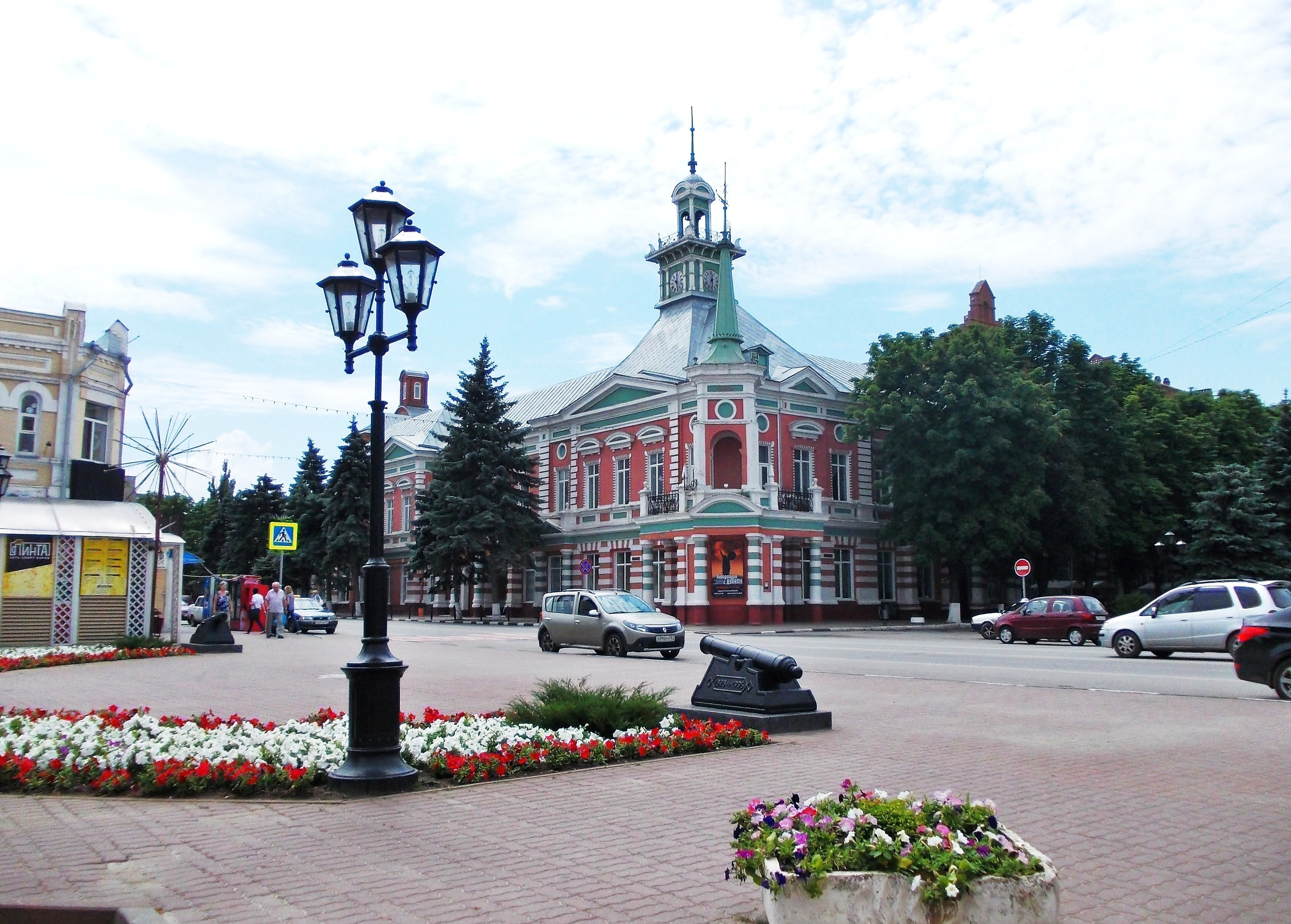
Museo de Historia Local de Azov.

- Museo de Historia Local del óblast de Rostov
- Museo de Bellas Artes del óblast de Rostov
- Museo de Arte Contemporáneo na Dmitrovskói
- Museo de la Amistad Rusoarmenia
- Museo Técnico Ferroviario de Rostov
- Centro de Arte Contemporáneo Tabáchnaya Fábrika
- Museo zapovédnik arqueológico de Tanais
- Museo de Historia Militar de Aksái
- Museo de Arte de Taganrog
- Museo Técnico Aeronáutico de Taganrog
- Museo del Desarrollo de la Arquitectura de la Ciudad de Taganrog
- Casa de Antón Chéjov en Taganrog
- Casa de Piotr Chaikovski en Taganrog
- Palacio del zar Alejandro I en Taganrog
- Museo de Historia Local de Taganrog (Palacio Alferaki)
- Palacio del Atamán en Novocherkask
- Museo de Historia Local de la ciudad de Azov
- Museo de Arte de Volgodonsk
- Museo de Ecología e Historia de Volgodonsk
- Museo del Trabajo Minero Leonid Mikulin de Gúkovo
- Museo-zapovédnik etnográfico de Razdórskaya
- Casa-Museo de Semión Budionni en Budionnovskaya

## Educación

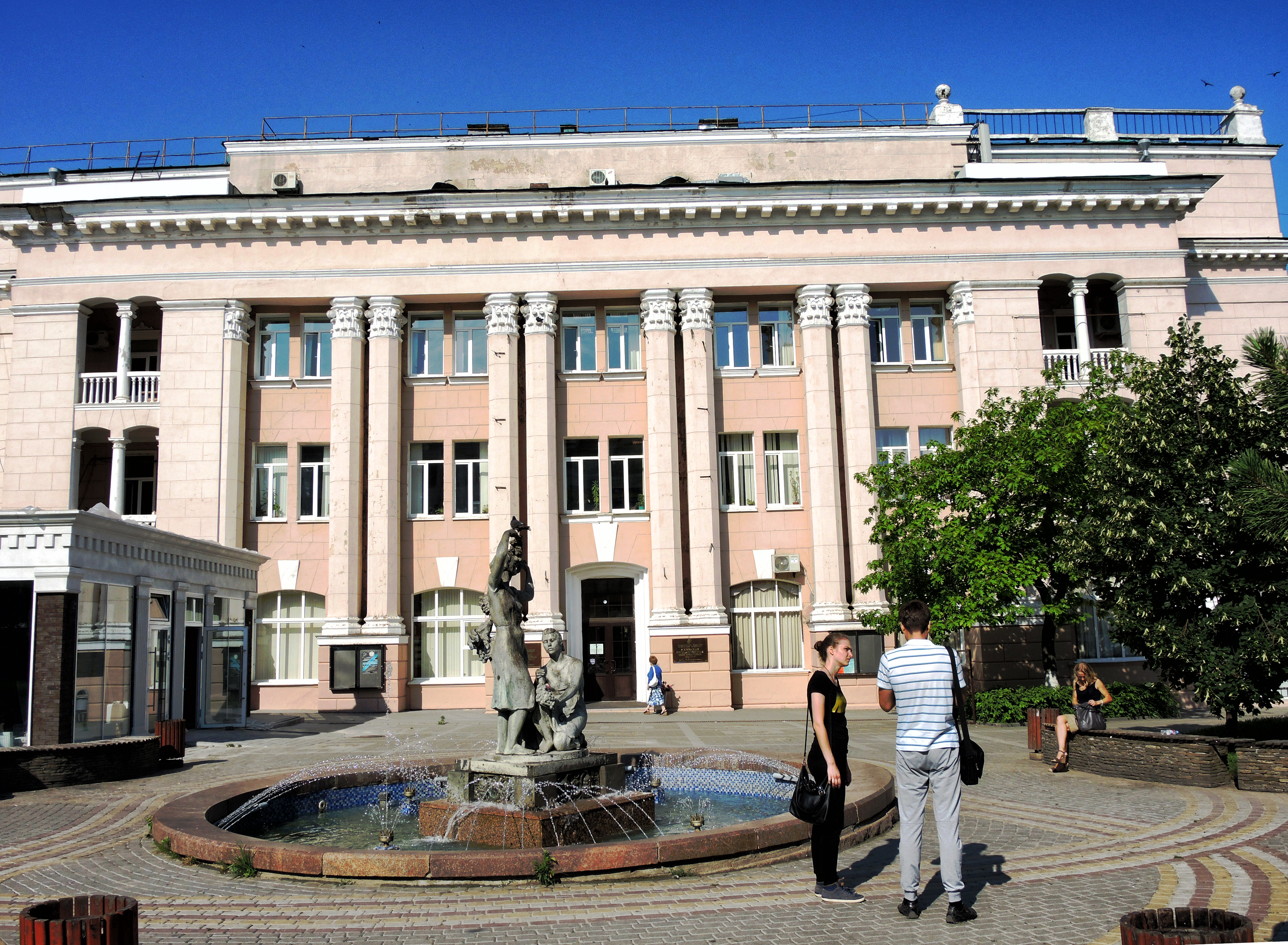
Conservatorio Estatal de Rostov Serguéi Rajmáninov.

Las principales universidades con sede en Rostov del Don son la Universidad Federal del Sur (YuFU), el Centro Científico de la Academia de Ciencias de Rusia del Sur (YuNTS RAN), la Universidad Estatal de Medicina de Rostov (RGMU), el Conservatorio Estatal de Rostov Serguéi Rajmáninov (RGK), y la Universidad Estatal Técnica del Don (DGTU). En otras ciudades del óblast se hallan la Universidad Politécnica del Sur de Rusia (Novocherkask, YuRGTU), la Academia Estatal de Mejora de la Tierra de Novocherkask (NGMA), la Universidad Estatal Agraria del Don (DonGAU, Persiánovski), el Instituto Estatal de Pedagogía de Taganrog (TGPI), la Academia Estatal de Ingeniería Agraria de Azov-Mar Negro (AChGAA), la Universidad Estatal de Economía y Servicios del Sur de Rusia (YuRGUS, Shajty) o el Instituto Militar de Novocherkask (NVIS).

## Religión
Según una encuesta realizada en 2012, el 49.5 % de la población del óblast de Rostov se declara miembro de la Iglesia ortodoxa rusa, el 6 % son cristianos genéricos sin afiliación, un 1 % son creyentes cristianos ortodoxos no pertenecientes a ninguna iglesia o miembros de otros organismos ortodoxos no-rusos. El 1 % son musulmanes. Los miembros del movimiento por la fe nativa eslava (Rodnovery) representan un 1 % de la población. El 26 % de la población declara ser "espiritual pero no religioso", el 12 % es ateo y el 3.5 % practica otras religiones o no contestó a la pregunta .